# Умберто II Савойски
Вижте пояснителната страница за други личности с името Хумберт Савойски.
Умберто II Савойски, роден Умберто Никола Томазо Джовани Мария Савойски (на италиански: Umberto Nicola Tommaso Giovanni Maria di Savoia; * 15 септември 1904, Кралски замък Ракониджи, Кралство Италия; † 18 март 1983, Женева, Швейцария) е принц на Пиемонт (1904 – 1946), генерален наместник на Кралство Италия (5 юни 1944 – 9 май 1946) и последен крал на Италия (9 май – 18 юни 1946 г.), брат на българската царица Йоанна. Поради много кратката продължителност на управлението му, малко повече от месец, той е наречен „Майски крал“.
В опит да възстанови доверието в монархията след падането на режима на Бенито Мусолини баща му Виктор Емануил III прехвърля правомощията си на Умберто през 1944 г., като запазва титлата на крал. Тъй като се подготвя референдум за премахването на монархията през 1946 г., Виктор Емануил III абдикира в полза на Умберто с надеждата, че може да укрепи монархията. След резултата от институционалния референдум от 2 юни 1946 г., с който е Италия става република, на 13 юни Министерският съвет прехвърля с акт, определен от краля като „революционен“, спомагателните функции на временен държавен глава на министър-председателя Алчиде Де Гаспери. На същия ден Умберто заминава на доброволно изгнание в Португалия, като никога повече не се завръща в Италия.
Умберто II е най-титулуваният персонаж в света. Той също е наследствен принц на Етиопия, на Албания, крал на Сардиния, на Кипър, Йерусалим и Армения, херцог на Савоя, принц на Кариняно, на Онеля, на Пойрино, на Трино, принц и вечен викарий на Свещената Римска империя, принц на Карманьола, на Монмелиан с Арбан и Франсан, бали на Херцогство Аоста, принц на Киери, на Дронеро, на Крешентино, на Рива ди Киери и на Бана, на Буска, на Бене, на Бра, херцог на Генуа, на Монферат, на Аоста, на Шабле, на Женева, на Бреша, на Пиаченца, на Каринян Ивой, маркиз на Ивреа, на Салуцо, на Суза, на Чева, на Маро, на Ористано, на Чезана, на Савона, на Тарантез, на Боргоманеро и Куреджо, на Казеле, на Риволи, на Пианеца, на Говоне, на Салусола, на Ракониджи с Тегероне, Милябруна и Мотуроне, на Кавалермаджоре, на Марене, на Модан и на Ланлебур, на Ливорно Ферарис, на Сантия, на Алие, на Бардже, на Чентало и Демонте, на Дезана, на Геме, на Вигоне, на Вилафранка, граф на Мориен, на Женева, на Ница, на Танд, на Ромон, на Асти, на Алесандрия, на Гочеано, на Новара, на Тортона, на Бобио, на Сар, на Соасон, на Френската империя, на Сант Антиоко, на Поленцо, на Рокабруна, на Тричеро, на Байро, на Одзеня, на Апертоле, барон на Во и на Фосини, висш господар на Монако и на Мантон, господар на Верчели, на Пинероло, на Ломелина и Вале Сезия, благородник и венециански патриций, патриций на Ферара, пазител на Светата плащеница.

## Произход
Умберто е третото дете и единствен син на краля на Италия Виктор Емануил III (* 1869, † 1947), от Савойската династия, и на черногорската принцеса Елена Петрович-Негош (* 1873, † 1952). Като такъв той става престолонаследник при раждането си, тъй като италианският трон е ограничен само до потомците от мъжки пол (Салически закон). Получава титлата „Принц на Пиемонт“, като е формализиран с Кралски указ на 29 септември 1904 г. Негови дядо и баба по бащина линия са кралят на Италия Умберто I и Маргарита Савойска, а по майчина – черногорският княз, а по-късно крал Никола I Петрович-Негош и княгиня Милена Вукотич. Той е първи братовчед на югославския крал Александър I Караджорджевич. Има четири сестри:
- Йоланда Маргарита (* 1901, † 1986), графиня на Берголо (1924 – 1977) като съпруга на Джорджо Карло Калви ди Берголо, принцеса на Италия и принцеса на Албания
- Мафалда Мария (* 1902, † 1944), титулярна ландграфиня на Хесен-Касел като съпруга на Филип фон Хесен-Касел, загинала в концлагера Бухенвалд, принцеса на Савоя, принцеса на Етиопия, принцеса на Албания
- Джована Елисавета, царица Йоанна (* 1907; † 2000), царица на българите (1930 – 1943) като съпруга на цар Борис III, принцеса на Италия, принцеса на Албания, принцеса на Етиопия
- Мария Франческа (* 1914, † 2001), принцеса на Парма, Пиаченца и Гуастала като съпруга на принц Луи-Шарл Бурбон-Пармски, принцеса на Италия, принцеса на Етиопия, принцеса на Албания.

## Биография

### Детство
Умберто II се ражда в Кралския замък в Ракониджи в 23:15 часа на 15 септември 1904 г. Баща му крал Виктор Емануил III незабавно телеграфира по поръчка до Ловния павилион „Ступиниджи“, където е майка му Маргарита Савойска: „Мамо, имаме син. Ще го наречем Умберто“, на кмета на Рим и на министър-председателя Джовани Джолити, обявявайки, че ще дари един милион лири на Националната каса за социална сигурност за инвалидността и старостта на работниците. Същия ден Камарата на труда в Милано приема предложението за обща стачка, първата в Италия, която продължава и в следващите пет дни. За удобство е обявен за 15 септември и оттогава остава по всички документи като рождена дата 15 септември. Поради тази стачка раждането на престолонаследника става обществено достояние дискретно, тъй като на 16 септември само в. „Кориере дела Сера“ успява да излезе в печат: в Милано стачкуващите принуждават кмета Джовани Батиста Баринети да свали знамето от балкона на кметството, а на Джовани Джолити, ангажиран в Рим с правителството с вземането на мерки, насочени към възстановяване на социалния и на политически мир, му са нужни няколко дни, за да пристигне като нотариус на короната в Ракониджи, за да изготви акта за раждане. Детето, кръстено на 16 вечерта с имената Умберто Никола Томазо Джовани Мария, най-накрая е надлежно регистрирано на 20 септември с акт, подписан от Министър-председателя, преподписан от Джузепе Сарако – председател на Сената, като секретар, и от Виктор Емануил III, и със свидетели Костантино Нигра и Джузепе Бианкери – председател на Камарата на депутатите.
На 29 септември традиционната благородническа титла „принц на Пиемонт“ е дадена на престолонаследника с Кралски указ (публикуван на 18 октомври), макар че кралят е по-склонен да му даде титлата „принц на Рим“. Кралицата майка Маргарита обаче го убеждава да избягва този жест, т. к. той би бил приет като враждебен от Ватикана. От Ватикана именно е нужно да се иска разрешение за предстоящето официално кръщение на детето, докато върху Савойците все още тежи отлъчването от Църквата, наложено след Пробива на Порта Пия (20 септември 1870 г.). Всъщност, според традицията, за принцовете, за да се изпълнят очевидните протоколни изисквания, кръщението с вода и ръкополагане е правено веднага след раждането им, а едва по-късно, след като е организирана церемония с пристигането на членове на други управляващи домове, се продължава с екзорцизми, сол, олио, свещи и белоснежна роба. Официалното кръщение се състои три месеца по-късно, на 4 декември 1904 г., в Павлинския параклис на Двореца Квиринал, чиито олтари са неосветени от 1870 г. по волята на Пий IX, и е отпразнувано със специалното разрешение на монсеньор Джузепе Бекария: нито един член на висшето духовенство не го чества, но предоставянето на Квиринал за първи път за церемония на Савойския дом все още се смята за жест на деескалация от страна на папа Пий X. Кръстници са Вилхелм II от Германия, представляван от брат му Хайнрих Пруски, и Едуард VII от Обединеното кралство, представляван от брат му херцогът на Конат и Стратърн Артър Сакскобургски. Присъстват представители на всички европейски кралски домове, като се започне от тези, които са най-тясно свързани чрез семейни връзки, като Никола I Петрович Негош със съпругата си Милена Вукотич, Наполеон Виктор Бонапарт, син на Мария Клотилда Савойска, Афонсу Браганса, херцог на Порто и син на кралицата на Португалия Мария Пия Савойска, и др.
Раждането на Умберто освобождава родителите му от страха, че династията ще изчезне, оставяйки трона на съпътстващия клон Савоя-Аоста: ако Умберто I има само един син (Виктор Емануил III), то брат му Амадей I има цели четири, от които най-големият син, дотогава предполагаем наследник на трона – Емануил Филиберт Савойски-Аоста вече е баща на две деца и е разделен от суверенния си братовчед от неприкрито съперничество. В зората на цивилизацията на масовата комуникация Виктор Емануил III, висок малко над метър и петдесет, нито красив, нито „очарователен“ и отдаден на срамежлив и „буржоазен“ живот (както мнозина го упрекват), е обективно омаловажаван в сравнение неговите братовчеди Савоя-Аоста – всичките високи, красиви, мускулести поради активния живот на открито, който водят, и с бляскав социален живот.
Квириналът използва образа на малкия престолонаследник. Негови снимки на тригодишна възраст, облечен в моряшки костюм, като малък кирасир, в историческата униформа на Военната школа „Нунциатела“ и в униформата на скаутите на Националния корпус на младите италиански изследователи, заедно със сестрите му в парка на вилата в Сан Росоре са публикувани в списание „Илустрационе италиана“ или като пощенски картички. Това прави Умберто новия символ на Савойската династия.
Семейството на Умберто живее в Двореца на секретаря на шифъра, известен още като Дворец „Фуга“ – част от Двореца „Квиринал“, в края на т. нар. „Дълъг ръкав“: кралицата и нейните деца на първия етаж, кралят на втория. През лятото те първо остават в имението в Сан Росоре до Пиза и след това, след лятното затваряне на Камарата и на Сената, в Кралския замък в Ракониджи – място, с което Умберто остава завинаги свързан, както заради относителната свобода, на която се радва, така и заради експедициите и бяганията в парка и откритията на таваните, където са се пазят стари дрехи и реликви.
През първите години от живота му образованието му е оставено в ръцете на майка му – жена с изключително семпли и домашни вкусове, мила и чувствителна, към която той развива дълбока връзка и трайна обич, което компенсира отчуждеността от баща му. Кралица Елена е грижовна и закриляща майка, която се опитва да смекчи, доколкото е възможно, суровостта на протокола и на дворцовия живот. Виктор Емануил III е културен човек, но по характер сух, сдържан, недоверчив, който в интроспекцията си крие плетеница от разочарования поради физическата си непълноценност и тежестта на едно твърде сурово образование. Проблемите, произтичащи от скромния му ръст, военното образование, дадено му от полковник Еджидио Озио, негов гувернант в ранната му младост, правят краля изключително труден в близостта му с другите, включително с децата му и преди всичко с Умберто, в когото той вижда преди всичко престолонаследник, който трябва да бъде възпитан като такъв: в отношенията на бащата със сина „авторитет, етикет, строгост, съществена отчужденост, в която се смесват естествената емоционална студенина на суверена и волята да се наложи кралски модел на поведение“.
През 1911 г. семейството се мести от Двореца „Квиринал“, смятан за твърде разкошен, в по-интимната Вила Ада, заобиколена от голям парк, който я прави почти двойник на селския пейзаж на имението в Сан Росоре. През същата година е обявена война срещу Османската империя за суверенитет над Либия и Умберто и сестрите му започват да бъдат водени на посещения на ранените и осакатените, настанени във военни болници и (по волята на кралицата) – в крило на Квиринала и в Кралския дворец в Казерта.

### Обучение за крал
На 13 ноември 1913 г. крал Виктор Емануил III възлага на адмирал Атилио Боналди задачата да се грижи за образованието на престолонаследника, следвайки образователната традиция, вкоренена в Савойския дом, за която самият суверен е платил цена, като е станал „човек със студено сърце и ясномислещ“. Боналди дава на много младия Умберто прекалено строго образование, което със сигурност има последствия върху личността на бъдещия суверен. Ако Виктор Емануил III поддържа връзка на привързаност с учителя си Озио до смъртта му, то Умберто предпочита да се дистанцира от суровия си възпитател и дори не отива на погребението му. За престолонаследника няма държавно училище, а дузина учители, координирани от военен: ако подобен тип образование може да се счита за приемливо през 1880 г., след повече от тридесет години то е напълно анахронично и извън настъпилите междувременно педагогически и социални промени. Послушен и почтителен, Умберто израства в самота и формира характер, доминиран от уважение към авторитета и йерархията, силно доминиран от твърд самоконтрол.
Умберто е отгледан в авторитарно и милитаристично домакинство и се очаква да „показва преувеличено уважение към баща си“; както насаме, така и публично, Умберто винаги трябва да пада на колене и да целува ръката на баща си, преди да му бъде позволено да говори, дори и като възрастен, и от него се очаква да стои внимателно и да поздравява всеки път, когато баща му влезе в стаята. Подобно на другите савойски принцове преди него Умберто получава военно образование, което е оскъдно по отношение на политиката; Савойските монарси обичайно изключват политиката от образованието на своите наследници с очакването, че те ще научат изкуството на политиката, когато наследят трона. Години по-късно Умберто казва следното: „Аз самият мисля, че дадох знак, че не харесвам теглото, но това беше в дома ми по онова време. На никого не би му хрумнало да ме направи добър човек на науката или опитен юрист. Савойците са били крале войници и са се подготвяли за тази съдба още от деца. Имах нормални контакти с баща ми в контекста на това обучение“.
В образователната програма, създадена от адмирал Боналди за савойския престолонаследник, не липсва доброто морско образование като част от военната му подготовка. Няколко месеца след завръщането си в Италия Умберто, който се готви да влезе в първи клас в гимназия, на 29 август 1914 г. среща Адолфо Тадей, който е до него в изучаването на италиански, латински и староръцки в продължение на осем години. Този учител, с голяма култура и дълбока човечност, има благотворно присъствие в младежките години на принца. Все пак трябва да се отбележи, че Боналди във всеки случай е отправна точка за принца и ако вероятно няма дълбока духовна близост, то със сигурност има голяма привързаност между двамата.
Според практиката за всеки престолонаследник Умберто прави бърза военна кариера, като учи във Военната школа в Рим от 1918 до 1921 г. и става армейски генерал. След 1925 г. се установява в Кралския дворец в Торино, където води безгрижен живот до женитбата си. Той живее в реалност, която по същество е чужда на активната политика, като е сведен, по волята на самия фашистки режим, до маргинална позиция. С либерално-консервативно образование и, противно на семейната традиция, дълбоко вярващ, Умберто не буди особени симпатии у Бенито Мусолини.
Умберто е обучен за военна кариера и след време става главнокомандващ на Северните армии, а след това и на Южните. Тази роля е просто формална, а де факто командването принадлежи на баща му, крал Виктор Емануил III, който ревниво пази властта си на върховно командване от Дучето. По взаимно съгласие Умберто и Мусолини винаги пазят дистанция. През 1926 г. Мусолини приема закон, позволяващ на Фашисткия велик съвет да вземе решение за наследяването, въпреки че на практика той признава, че принцът ще наследи баща си.

### Държавно посещение в Южна Америка
Като принц на Пиемонт Умберто посещава Южна Америка между юли и септември 1924 г. Заедно със своя учител Боналди той посещава Бразилия, Уругвай, Аржентина и Чили. Това пътуване е част от политическия план на фашизма за свързване на италианския народ, живеещ извън Италия, с родината му и с интересите на режима. В Бразилия са планирани посещения в столицата Рио де Жанейро и щата Сао Пауло, където живее най-голямата италианска колония в страната. Въпреки това голям бунт избухва на 5 юли 1924 г., когато Умберто вече е напуснал Европа, което налага промяна в кралската обиколка. Принцът трябва да спре в столицата на Салвадор Баия, за да снабди корабите, отиващи директно в другите страни на Южна Америка. При завръщането си той отново може да бъде приет само в Салвадор. Губернаторът Гоис Калмон, италианската колония и други образувания приветстват топло наследника на италианския трон.

### Посещение на Сомалиленд
През 1928 г., след като колониалните власти в Италианска Сомалия построяват Катедралата на Могадишу, Умберто прави първото си публично посещение на столицата. Той отново посещава Сомалиленд през октомври 1934 г.

### Опит за убийство
Опит за убийството на принца е направен в Брюксел на 24 октомври 1929 г., в деня на обявяването на неговия годеж с принцеса Мария-Жозе Белгийска. Принцът тъкмо се запътва да постави венец на гроба на белгийския незнаен воин в подножието на Конгресната колона. С вик „Долу Мусолини!“ атентаторът Фернандо де Роза стреля веднъж, като пропуска целта си. Той е арестуван и по време на разпитите заявява, че е член на Втория интернационал, който бяга от Италия, за да избегне арест по политически възгледи. Процесът му се превръща в основно политическо събитие и въпреки че е признат за виновен за опит за убийство, му е дадена лека присъда от 5 години затвор. Това предизвика политическа вълна в Италия и кратко прекъсване на белгийско-италианските отношения. Самият принц Умберто обаче през март 1932 г. прави стъпка към това да поиска прошка за своя нападател, който е освободен, след като излежава малко по-малко от половината от присъдата си и в крайна сметка е убит в Испанската гражданска война.

### Брак
На 8 януари 1930 г. в Павлинския параклис на Двореца „Квиринал“ в Рим Умберто се жени за Мария Жозе, принцеса на Белгия. Събитието е отбелязано от серия пощенски марки, известни като „Сватбата на принц Умберто II“. Умберто носи униформата на полковник от пехотата. След церемонията съпрузите са приети от папа Пий XI в знак на прогресивно размразяване на отношенията между Италия и Ватикана.
Говори се, че това е брак по любов, но той реално е затруднен от различните културни, политически и социални интереси на двамата и най-вече от разликата във възпитанието.

### Торински период
След медения месец двойката се завръща в Торино на 2 февруари 1930 г., заемайки апартаментите на Виктор Емануил II и кралица Мария Аделхайд в Кралския дворец. Като семеен престолонаследникът дълго време се разкъсва между служебни и представителни ангажименти, като този период от живота му е усложнен от нелекия съпружески живот с Мария-Жозе. Всъщност между съпрузите се появяват силни характерни и културни различия и въпреки че продължава да няма тежест на политическата и съдебната сцена, Умберто се озовава в центъра на клюки и недискретности, особено във фашистките кръгове, целящи да го очернят и омаловажат.
Въпреки че и двамата съпрузи винаги поддържат много строга конфиденциалност относно личния си живот, историците са съгласни относно фундаменталните различия между тях: Умберто е мъж със сдържан и интровертен характер, израснал с много привързана майка и авторитарен баща, а Мария-Жозе има много неформални родители, поне в рамките на семейството, които се интересуват от съвременната култура. Умберто е религиозен, той обича уважението към етикета, кралския блясък и се чувства добре с висшето благородство, духовенството, академиците. Мария-Жозе пуши и пие в епоха, когато това е причина за скандал, особено за една благородничка, не проявява интерес към религията и официалните социални поводи, като предпочита спартанския и отдалечения живот и интелектуално стимулиращата компания.
Придворната обстановка в Торино е студена, официална и враждебна към принцесата, наричана „руса негърка“ заради нейната рошава и къдрава коса. Тя, от друга страна, показва необходимия минимум съчувствие към местната аристокрация и нейните провинциални обреди, които години по-късно тя обобщава с: „В Торино имаше малко, ако изобщо имаше, интелектуални грижи... Торинската аристокрация... се погуби в танци за принца. Компанията бе разделена на два клана: тези, които бяха за вермута, не ходеха при производителите на ФИАТ, и обратното. Дори кралското семейство бе разделено.“ Докато Умберто продължава живота си като офицер, прекарвайки сутринта и голяма част от следобеда в казармата, за да бъде заета, принцесата ходи на курс на Червения кръст и организира концерти в Кралския дворец, както и благотворителни дейности, когато официално ангажиментите не изискват нейното внимание и присъствие. Първият важен официален ангажимент на младата двойка е сватбата на Йоанна Савойска с българския цар Борис III в Асизи през октомври 1930 г.
След това, от 3 до 24 май 1931 г., има излагане на Светата плащеница, първото от 1898 г. насам, по време на което Савойската династия (тогава собственик на реликвата) присъства винаги: в 15 часа Умберто, представляващ краля, със съпругата си, сестра си Мафалда, Мария Бона Савойска-Генуезка със съпруга си Конрад Баварски и Лидия Аренберг, съпруга на Филиберт Савойски-Генуезки, дават ключовете от урната, която я съдържа, на архиепископ Маурилио Фосати. Умберто предоставя повечето от 61-те произведения, изложени на изложбата, придружаваща събитието, като картини и литургични предмети. В знак на преданост Мария-Жозе дарява сватбеното си наметало, от което са направени осем ризи. Накрая, през юли 1931 г., е тържественото погребение на Емануил Филиберт, херцог на Аоста. Тези ангажименти от чисто династичен характер са придружени от политически, в които режимът изисква присъствието на бъдещия суверен: ски състезания за Купата на фашистките федерации, откриването на новия Дом на фашистите в Торино, паради на милицията, откриването на Дом „Балила“ в Торино.
Въпреки тези дейности обаче OVRA (Тайната фашистка полиция) наблюдава и държи Умберто под строг контрол, разпространявайки злонамерени слухове за сексуалния му живот (известен е подигравателният епитет „Стеласа“ („Звездичка“), който Джан Гаетано Кабела му хвърля от колонките на вестник „Пополо ди Алесандрия“) и събирайки от 20-те години досие, свързано с неговата предполагаема хомосексуалност. Многобройните депеши си противоречат: в тях се говори за безбройните му авантюри с жени от всички социални класи или пък за връзки с млади антифашистки сервитьори и войници, включително и с младия Лукино Висконти и с френския актьор Жан Маре. В тази връзка бъдещият партизанин Енрико Монтанари пише книга с мемоари, в която разказва, че през 1927 г. е бил ухажван от Умберто, който уж му подарил сребърна запалка с гравиран надпис „Кажи ми „да“!“ Освен това се предполага физическата невъзможност на принца да даде наследник на семейството и сексуалната му несъвместимост с принцесата, може би поради неговата студенина, която не е подпомогната и от пасивността на булката, естествена за млада жена от периода.
Деликатността на информацията, съдържаща се в досието на OVRA, също и с цел изнудване, е видима във факта, че на 27 април 1945 г., по време на залавянето му и след бягството му от Милано, Бенито Мусолини носи досието със себе си според свидетелства на онези, които твърдят, че са инспектирали багажа му (партизани, служители и др.). Впоследствие командирът на 52-ра бригада „Гарибалди“ Педро Белини се погрижва то да бъде доставено на принц Умберто, тогава Генерален наместник на краля. Копие от досието по-късно е намерено от италианския таен агент Аристиде Табасо през март 1946 г., който го предава на Умберто и е назначен от него за комендант на Ордена на Короната на Италия.
В крайна сметка тази лицемерна и злонамерена среда кара значителното търпение на Умберто да прелее и суверенът решава да премести сина си на друго място, повишен в бригаден генерал през февруари 1931 г. Виктор Емануил лично избира Неапол – град, верен на монархията и където самият той е прекарал годините си като престолонаследник.

### Неаполитански период
Умберто пристига в Неапол на 4 ноември 1931 г., като се настанява в Кралския дворец. На следващия ден има тържествен Te Deum в катедралата, прием в Дворец „Сан Джакомо“ и накрая гала вечер в Театър „Сан Карло“. Неаполитанците са ентусиазирани от пристигането на принца и принцесата, посвещавайки им много събития – подготвени и спонтанни, като знак на почит. Двойката скоро напуска двореца на Бурбоните, предназначен за официални случаи, в полза на Вила Роузбъри“ близо до Позилипо, оборудвана с частен плаж, където двамата обичат да плуват през нощта.
През този период принцесата на Пиемонт успява да се свърже чрез своя приятел Умберто Дзаноти Бианко първо с Бенедето Кроче, а след това и с други представители на висшето общество – противници на фашизма, като самия архиепископ Алесио Аскалези: Умберто я оставя да действа. OVRA продължава да ги следи и Артуро Бокини нарежда постоянно да се следи животът на двойката в търсене на разриви и изневери, увеличавайки слуховете, които естествено обикалят града, подхранвани прекомерно от анонимни сигнали. Пътуване до Брюксел на принцесата се разбира като пролог към раздяла, но вместо това е само симптом на самотата, която тя изпитва в такъв враждебен климат.
Междувременно официалните и представителни церемонии продължават: срещата със стария Габриеле Д'Анунцио във Виториале дели италиани през ноември 1932 г. и новото изложение на Плащеницата от 24 септември до 15 октомври 1933 г. по случай Светата година. След дълго чакане (до степен че в началото на 1932 г. Виктор Емануиле III изпраща снаха си, придружена от придворния лекар, при известен гинеколог в Германия, за да бъде прегледана), на 5 февруари 1934 г. гинекологът на Савойската динаситя Валерио Артом ди Сант Аниезе успява да потвърди първата ѝ бременност: две седмици по-късно баща ѝ Алберт I от Белгия умира при злополука в планината и поради състоянието си Мария-Жозе не може да присъства на погребението.
На 24 септември 1934 г. в Кралския дворец в Неапол, в присъствието на Елена Черногорска и Елизабет Баварска, се ражда най-голямата дъщеря на Умберто – Мария Пия Савойска: тя носи същото име като Мария Пия Савойска, кралица на Португалия и негова сестра, която е в изгнание в Италия, в Ловен павилион „Ступиниджи“, и от която Умберто пази мили спомени. Раздадени са 2350 субсидии и стипендии „Мария Пия Савойска“, крал Виктор Емануил III предлага обяд за 400 бедни и Вила „Роузбъри“ е преименувана на Вила „Мария Пия“. Седмица по-късно е кръщенето на детето, като негова кръстница е леля му по бащина линия Мария Франческа Савойска, кръстник – чичо му по майчина линия Леополд III Белгийски, представляван от пълномощника си Виктор Емануил Савойски-Аоста.
Бременността през първите месеци е потопена в злонамерени слухове за възможния ѝ неестествен произход: твърди се, че е в резултат на изкуствено осеменяване поради неспособността на Умберто да има потомство – практика по онова време неортодоксална и гледана с подозрение. Слухът става публично достояние, дотолкова че в римско кафене Луиджи Пирандело говори за това скандализиран с Алберто Моравия. Години по-късно, отново бременна, Мария-Жозе желае да отрече слуха и Галеацо Чано на 30 декември 1939 г. пише, че принцесата „ми намекна, че детето, което ще се роди, е нейно, без намесата на лекари и спринцовки“. Когато е разпитан за това, Фердинандо Савиньони, помощник на Артом, заявява, че „децата на Принца на Пиемонт са родени по възможно най-естествения начин“. Освен това, въпреки множеството медицински прегледи, които принцесата прави, хипотезата за прилагане на практика, която тогава е в началната си фаза на проучване, е доста смела и без източници, които да я подкрепят.
През същия период Умберто е назначен за командир на дивизия, поемайки командването на Волтурно, а след това и за член на Армейския съвет, но това не променя положението му на изключен от политическата среда, която взима решенията, дотолкова че за следващата военна кампания Етиопия той научава от Итало Балбо. Всъщност в края на 1935 г. Принцът и Принцесата на Пиемонт заминават на пътешествие в Северна Африка, като първата спирка е колонията Либия, а след това Египет, където царува крал Фарук I, стар приятел на Савойския дом.
Губернаторът, освежен от личния успех на атлантическия круиз, предлага на гостите въздушни полети над Триполитания и в неговата резиденция Ас-Сарая ал-Хамра (Червения замък на Триполи) излага гледната си точка и съмненията си относно режима и лошата му военна подготовка. „В Либия Балбо ни говори по много скептичен начин за режима и за Бенито Мусолини. Той каза, че поничката на фашизма не е успяла според инициативите и че страна, в която човек не може свободно да изразява мнението си, няма бъдеще. Освен това губернаторът изглежда вече е наясно с намеренията, които Дучето ще изрази няколко месеца по-късно по отношение на Етиопия“. От този момент започва редовна размяна на писма между принцовете и Итало Балбо, както и други посещения на Мария-Жозе в Либия – все факти, които дразнят Мусолини и висшата партийна йерархия. Умберто не казва нищо на баща си, нито поисква информация за това, което е чул, въпреки факта че самият той в Неапол посреща много войски, заминаващи за пристанището Масава, официално за учения.

### Етиопска империя и нов престолонаследник
На 2 октомври Мусолини обявява война на Етиопия, а на 11 са задействани санкциите на Обществото на нациите, на които режимът отговаря с „деня на вярата" под девиза „Злато за Родината". На Олтара на Родината в Рим кралица Елена дава своите и на краля брачни халки, изнасяйки една от много редките си публични речи, докато Мария-Жозе прави същото в Неапол и Йоланда Савойска в Торино. Умберто дарява своята огърлица на Върховния орден на Пресветото Благовещение, кралят – няколко златни и сребърни слитъци, Луиджи Пирандело – Нобеловата си награда, Бенедето Кроче и Луиджи Албертини – лични активи: Държавата получава над 500 милиона в злато и следователно инициативата има забележителен успех. Кралят обаче не споделя очарованието на военното приключение и казва на Дино Гранди на военен парад: „И точно с тези лица и шкембета на кюрета и селски нотариуси ли вашият Дуче иска да води война?“ Въпреки личния скептицизъм кралят иска също синът му Умберто да участва във военната кампания, придобивайки така малко слава и престиж. Но Умберто остава ограничен в родината си по заповед на Мусолини, който иска тази война да бъде „предизвикателство на режима, от което монархията ще може да получи имперската коронация, но към което няма да трябва да претендира за заслуги“. Официалното извинение е, че Дучето не желае животът на престолонаследника да бъде застрашен; на фронта отиват тримата му братовчеди от клона Савоя-Генуа, второстепенни роднини, и Аймон Савойски-Аоста, но не и Амадей Савойски-Аоста, тогава втори в линията на наследяване на трона – малко отмъщение на краля срещу красивия племенник с фашистки симпатии.
Умберто, на брега, прави преглед на заминаващите войски и по този начин „гарантира легитимността на начинанието, но този, който се бие на фронтовата линия, е фашизмът и на него ще бъде призната победата“. Умберто също така е ангажиран с обичайните официални поводи, като присъствието на погребението на крал Джордж V от Обединеното кралство в началото на 1936 г.: труден повод, тъй като е пътуване до враждебна страна – една от първите поддръжници на санкциите. През март той е повишен в командир на Армейския корпус в Неапол, но за Етиопия заминава съпругата му, която на 26 март се качва като медицинска сестра на Червения кръст на болничния кораб „Чезареа“. При провъзгласяването на Италианската империя на 5 май 1936 г. Виктор Емануил III се появява на балкона на Квириналския дворец, отговаряйки на овациите на тълпата с военен поздрав, и Умберто, застанал мирно. „Бъдещето до настоящето“ пише Уго Оджети.
През август, за закриването на Летните олимпийски игри в Берлин, Умберто е на сцената до Хитлер, когото той презира, и получава Великия кръст на Ордена на черния орел. Малко след това в Неапол той приема боксьора Примо Карнера в компанията на съпругата си. И по този повод клеветите на OVRA не закъсняват и се говори за ухажване на боксьора според някои от Мария-Жозе, а според други от Умберто. Към тези лъжи са добавени и тези във връзка с новата бременност на принцесата, обявена през октомври 1936 г., целящи да я припишат на незаконни бащи. Забелязано е, че тя е забременяла точно преди да замине за Африка и е повдигната историята за приятелството ѝ с нейните красиви, спортни и обичащи удоволствията братовчеди Аймон и Амадей Савойски-Аоста: твърди се, че тя се е срещнала с втория, докато в действителност Аймон я среща на кораба „Чезареа“ два пъти в присъствието на други власти. Всъщност са известни симпатиите между нея и двамата братя – неконформисти, буйни и нетолерантни към етикета: смята се, че тя храни и особена симпатия към Амадей, бъдещ вицекрал на Етиопия, на когато Мария-Жозе посвещава първата си книга „В памет на храбрия и рицарски Амадей“, публикувайки снимката на сина си Виктор Емануил, облегнат на „дъба на Амадей“.
На 12 февруари 1937 г. в 14:30 часа се ражда чаканият мъжки наследник Виктор Емануил, на когото е дадено името на дядото, а след него и много други от династичен или семеен характер. Тази радост и източник на гордост са последвани два месеца по-късно, на 5 април 1937 г., от връчването на Златната роза от папа Пий XI на кралица Елена – най-важният знак за папска благосклонност към суверените. Кръщенето е отпразнувано на 31 май в Павлиновия параклис в Квиринала в Рим, където родителите му са се венчали, и е първото кръщене на престолонаследник с голяма помпозност в Рим. В 11 часа униформата или жилетката и фракът, и савойската синя сатенена кокарда са задължителни за мъжете, а белият воал, дантелените ленти и диамантеният инициал на кралицата или принцесата са задължителни за жените. Шествието е открито от кръстниците Виктор Емануил III и Хенриета Белгийска, херцогиня на Вандом (представляваща кръстницата кралица Елизабет Баварска), Умберто с майка си Елена и принцеса Мария-Жозе под ръка със своя братовчед монсеньор принц Жорж Баварски.
Мусолини отсъства както на церемонията, така и на приема, вероятно защото не понася ритуал, който е ясно самопрославяне на монархията в период, в който Дучето е все по-обвързан с Фюрера, комуто завижда, защото той няма над себе си никого и не трябва да споделя слава и почести със суверенна династия. Пресата, от друга страна, подчертава славата на диархията в церемонията: „Гледайки красотата на детето, което ще бъде крал, няма италианец, който днес да не се гордее с родината си, с нашата Италия, която триумфира над враговете си, с Дучето, който ни води“.

### Криза в диархията, антинацизъм и желание за преврат
През септември 1937 г. Мусолини, на посещение в Германия, е очарован от силата, която нацисткият режим отприщва: през ноември той подписва Антикоминтерновския пакт, а през декември напуска Обществото на нациите. Докато Мусолини се сближава с Хитлер и става все по-нетърпим към Кралския дом, неговият антигермански настроен зет и външен министър Галеацо Чано се опитва да изгради по-близки отношения с принцовете на Пиемонт. Принцовете имат впечатлението за Чано като сноб с малко проницателност (към което е добавена антипатията между Мария-Жозе и Еда Чано), но по-късно те оценяват неговия антинацизъм, многото информация, която може да получи и накрая – по-учтивия и интелектуален начин на действие от този, типичен за други йерарси като Акиле Стараче, Еторе Мути или Роберто Фариначи: накратко, той е един от малкото йерарси, които могат да бъдат посещавани. Чано започва да организира различни срещи, повече или по-малко случайни, с Престолонаследника, като винаги съобщава впечатленията си, които преминават от „слаб разговор“ на 31 август до „голяма топлина“ за поздравленията за раждането на сина му Марций на 19 декември.
Тази еволюция може би се дължи и на реакцията на факта, че Мусолини храни все повече доверие в Амадей Савойски-Аоста, предложен на Франсиско Франко за възможен крал на Испания и междувременно назначен за вицекрал на Етиопия на мястото на маршал Родолфо Грациани, докато Умберто остава в изолация. Подозренията избухват, когато на принцовете става известна клаузата относно наследяването на трона, гласувана от Големия фашистки съвет през 1928 г., и това подтиква Мария-Жозе да проникне в Палацо Венеция за изяснение: Мусолини отговаря, че правилото се прилага само при липсата на преки потомци, което по това време не се случва.
През април 1938 г. кризата между короната и режима достига най-високата си точка с преврата на създаването на ранга „Първи маршал на империята“: Акиле Стараче и Галеацо Чано го одобряват изненадващо първи в залата, чрез акламация, и след това в Сената този нов ранг е приписан както на краля, така и на Дучето, което на практика ги изравнява и сериозно нарушава кралските правомощия. Възраженията на Виктор Емануил III са яростни, но той накрая подписва закона. Възможна причина за съгласието му в тази ситуация може да се заключи от това, което Чано докладва на 2 април в своя дневник:
| „ | Мусолини... ми каза: „Стига. Писна ми от това. Аз работя и той подписва... Отговорих, че ще можем да отидем по-далеч при първа възможност. Това със сигурност ще бъде когато уважаваният подпис на краля ще трябва да бъде заменен от по-малко уважавания на принца. Дучето кимна и с тих глас каза: „Когато свърша с Испания, ще говорим за това отново.“ | “ |

Изглежда реалистично да се мисли, че крал Виктор Емануил III, тогава и в други моменти в бъдеще, избягва да въвлича сина си в държавните дела или да му дава каквата и да е ефективна власт, за да го защити от тези неясни маневри на режима.
Малко след това Хитлер и неговият антураж посещават Рим: дворът се оказва явно антинацистки, а лидерите на нацизма са враждебни към монархията, с последвала размяна на подмятания от двете страни: Химлер е чут да казва за Квиринала: „Тук дишаш въздуха на катакомбите“, а Виктор Емануил III нарича Хитлер „психо-физически дегенерат“. Умберто е антинацист по няколко причини: като католик (папа Пий XI вече е осъдил нацизма с енцикликата Mit brennender Sorge и в онези дни отива в Кастел Гандолфо, като нарежда църквите да бъдат оставени на тъмно в знак на протест), като човек с определена културна подготовка, като син на Виктор Емануил III, чието отвращение към Германия продължава от края на 19 век, и като престолонаследник, изправен пред явно антимонархически режим. Съпругата му Мария-Жозе смята нацисткия експанзионизъм за очевидна заплаха за родната ѝ Белгия и ненавижда фашистите: на 7 септември 1938 г. тя отива на концерта в Люцерн на Артуро Тосканини, фактически заточен, защото паспортът му току-що е бил отнет. Тези причини, съчетани с все по-силната връзка, която Мусолини изгражда между фашизма и нацизма, ги подтиква да започнат да планират преврат.
Документ на Британското външно министерство гласи, че на 26 септември 1938 г. Умберто е трябвало да се откаже от правата си на престолонаследник в полза на сина си с документ, който е трябвало да бъде доставен на „адвокат в Милано“, чието име е неизвестно, може би политик от предфашисткия период. Мария-Жозе, след като Виктор Емануил III е бил принуден да абдикира, е щяла да бъде обявена за регентка и Пиетро Бадолио е щял да получи пълни правомощия за поддържане на реда, последвано от ново правителство, водено от Миланския адвокат. Армията, по заповед на Грациани, е трябвало да завладее жизненоважните точки на Рим, Милано, Торино, Венеция и Верона сутринта на 27, а на 28 септември в 15 часа Умберто е щял да постави баща си пред свършен факт и впоследствие да накара да излъчат по радиото изявленията на регентката и на новия Министър-председател. Вместо това на 25 следобед Хитлер поставя шестдневен ултиматум на Чехословакия и в такъв напрегнат международен сценарий Умберто се забавя: на 27 идва новината за намерението на Мусолини да мобилизира войски, ако Хитлер го направи, и за несъгласието на суверена. На следващия ден е съобщена новината, че Хитлер ще се срещне в Мюнхен с министър-председателите на Италия, Франция и Англия, за да реши съдбата на Чехословакия. Тъй като Мусолини изглежда като един от защитниците на европейския мир, планът е отложен, докато и в Германия е отложен план на генералите Бек и Халдер по подобни причини.
Само месец по-късно – на 29 октомври 1938 г. Умберто присъства на сватбата на братовчед си Евгений Савойски-Генуезки с Лучия Бурбон-Две Сицилии в Мюнхен, където живее семейството на булката с антинацистки идеи. Церемонията е водена от кардинал Михаел фон Фаулхабер, също недолюбван от режима. Може би за да възстанови баланса на присъствието си, което заклеймява идеите му, Умберто поисква лична среща с Хитлер. Хитлер го кани два дни по-късно на обяд в Оберзалцберг, превръщайки това искане във възможност за пропаганда на режима само месец преди Мюнхенската конференция. Умберто изслушва монолога на Фюрера, който изразява задоволството си от решението на чехословашкия проблем, от нарастващата сила на Германия, отвращението си към Съединените щати и желанието си за траен съюз с Италия. Посланикът в Берлин Бернардо Атолико изпраща доклад в Рим. Мусолини вероятно остава доволен от срещата, а кралят категорично не. Принцът на Пиемонт, поради наивност или политическа неопитност, е избрал да се срещне с диктатора от проста учтивост, но като се има предвид, че Умберто винаги стриктно се е пазил от дейности или прояви на политически симпатии, събитието може да се разбира като съществена общност на възгледите или като възхищение към човека, който току-що беше потиснал свободата на Чехословакия.
Междувременно, след като става армейски генерал и инспектор на пехотата, Умберто започва да изразява пред онези, които го питат, дълбокото си недоволство от ефективните ресурси на войските: Мусолини, който вече не му вярва и започва да да го смята, ако не за опасен, поне за явен противник, му попречва да отиде в Париж – леговище на антифашистки изгнаници, за да открие бюст на покойния си тъст Алберт I Белгийски. В такъв напрегнат климат на сватбата на сестрата на Умберто Мария Франческа с принц Луи Карл Бурбон-Пармски на 23 януари 1939 г. са оказани минимални внимание и организация. Всъщност три месеца по-късно Италия нахлува в Албания (на която Виктор Емануил III е провъзгласен за суверен) и на 22 май е подписан Стоманеният пакт. През март, след като се среща с него в Залцбург, Итало Балбо вече е предвидил събитието пред Мария-Жозе, вече сигурна каква ще бъде съдбата на Белгия пред лицето на германската агресивност.
Намеренията, идеите и „клонът“ на принцовете на Пиемонт са толкова добре известни в чужбина, че в дните на подписването на Стоманения пакт е публикувана анонимна статия във в. „Дейли Мирър“, озаглавена „Херцогът изпраща Принца в изгнание“, където се казва, че Умберто и съпругата му скоро ще намерят убежище в Брюксел в „един вид изгнание, продиктувано от г-н Мусолини... Престолонаследникът никога не е крил опозицията си срещу фашизма"; освен това се добавя, че е възникнало напрежение между него и Чано (което е възможно, тъй като след срещата от 6 ноември 1938 г. министърът има само една на 18 ноември 1939 г.). Всичките тези новини са подети същия ден от „Нюз Кронакъл“. Разбира се това са преувеличения, но дават идеята за това как позицията на престолонаследниците е известна. Следователно е естествено, че Дучето, при подготовката на командите за следващата война, внимателно избира да постави Престолонаследника на заден план, изключвайки го не само от възможността да взема решения, но и от получаването на военна слава: това вероятно е било одобрено от Хитлер, който на 22 август 1939 г. казва на своите генерали, че „Мусолини е застрашен от този малоумен крал и от онзи коварен негодник Престолонаследника“. Естествено маневрата не убягва на краля, който на срещата си с Чано на 24 август поисква от Дучето „да даде командването на Принца на Пиемонт. Тези двама глупаци от Бергамо и Пистоя (Савоя-Генуа) имат командването, моят син може да го има, чиято глава е толкова добра, колкото тази на Херцога на Аоста“. Тази откровеност и комуникативност на краля, известен като човек с малко думи, с Външния министър – скорошен носител на Върховния орден на Пресветото благовещение, е мотивирана от общите антигермански настроения, които се засилват у Чано след срещата му на 11 август с Йоахим фон Рибентроп и Хитлер. Разговорът завършва с увереност от страна на суверена: „Той бащински добави, че Принцът ме обича много и че винаги му говори за мен с доверие и надежда“. В подобни ситуации естествено новата бременност на Мария-Жозе дори не е обект на клеветите на Тайната фашистка полиция.
Но кризата между режима и короната вече не включва само принцовете на Пиемонт. На 1 юли 1939 г. в катедралата „Санта Мария дел Фиоре“ във Флоренция Аймон Савойски-Аоста се жени за Ирина Гръцка и негови кумуве са вицекралят на Етиопия Амадей Савойски-Аоста и самият Умберто. Мусолини не е присъства и на тази церемония на Савойския дом, както защото не желае да се среща с гръцкия крал Георгиос II, брат на булката, срещу когото ще прати войски след няколко месеца, така и защото след само две години вицекралство Амадей е променил изцяло мнението си за подготовката на армията и за истинската солидност на режима и на неговите хора.

### Невойнственост и желание за неутралитет
На 1 септември 1939 г. Германия нахлува в Полша, с което започва Втората световна война. Два дни по-късно Франция и Обединеното кралство влизат във войната, Италия обявява невойственост и всички онези, които са антигермански настроени, започват да поддържат все по-близки контакти, да обменят информация и мнения. В края на октомври Умберто изразява пред Галеацо Чано задоволството си от отстраняването на Акиле Стараче от ръководството на Нациоалната фашистка партия и го информира, че Хитлер е поискал отстраняването, чрез Филип фон Хесен-Касел, на Бернардо Атолико – посланик в Берлин, враждебен към германския експанзионизъм. На 27 ноември кралица Елена пише писмо с призив за мир към съпругите на суверените на Белгия, Нидерландия, Люксембург, Дания, Югославия и България, което е спряно от Мусолини с мотива, че това е неуместен жест.
На 4 декември Мария-Жозе научава за идеята на брат си Леополд III да свика конференция на невоюващите страни за Коледа – предложение, което Дучето отхвърля. На 21 декември суверените отиват да посетят папата във Ватикана, а на 28 декември папа Пий XII прави държавно пътуване до Квиринал – древния папски дворец, където не влиза папа от 1870 г.: в разговор с крал Виктор Емануил III той се нахвърля решително срещу Хитлер. Два дена по-късно Чано съобщава на Мария-Жозе, че нахлуването в Белгия е неизбежно.
На 22 февруари 1940 г. има още един разговор между Галеацо Чано и Умберто, където последният, според Чано, се показва като „много антигермански настроен и убеден в необходимостта да остане неутрален. Скептичен, впечатляващо скептичен относно ефективните възможности на армията в сегашните условия, които смята за жалки, на въоръжението“. Два дни по-късно в Неапол се ражда дъщерята на Умберто Мария Габриела. На следващия ден в Рим заместник-държавният секретар на САЩ Съмнър Уелс дава да се разбере на краля, че Съединените щати разчитат на него да запази Италия извън войната, като получава в отговор: „Имам впечатлението, че вашият президент не осъзнава колко малко мога да направя“. На 14 март херцогът на Акуароне Пиетро изразява неформално пред Чано желанието на суверена да остане неутрален на всяка цена, включително желанието му за отстраняване на Мусолини, стига това да се случи по законен начин, за да се избегне гражданската война: външният министър потвърждава пред краля, че Мусолини няма да свика Големия съвет за обявяване на война, но че ще обмисли дали да се опита да убеди тъста си в това. Две седмици по-късно Умберто също иска да говори с Чано: принцът „не скри загрижеността си..., утежнена от познаването на нашите военни условия. Той отрича да има реален напредък във въоръжението след септември: материалът е оскъден, а духът е потиснат“.
На 9 април 1940 г. Германия нахлува в Дания и Норвегия, а на 24 папа Пий XII и Пол Рейно официално молят Мусолини да не влиза във война. Шест дни по-късно папата се среща с принцовете на Пиемонт във Ватикана. Мария-Жозе пише, че „с привързаност и бащински маниер той веднага започна разговор. Преди всичко той подчертава опасността от нацизма и религиозното преследване. Тогава той напомни за неизбежността на германската агресия в Белгия и Холандия. Той потвърди това три пъти, обръщайки се към мен с измъчен, донякъде въпросителен вид, може би очаквайки разяснение или потвърждение от мен“. На 1 май Мария-Жозе предупреждава белгийския посланик за опасността, който я успокоява на следващия ден, като заявява, че всичко това са слухове за германски агенти-провокатори, действащи във Ватикана. Чано, консултиран на същия ден, потвърждава информацията, като добавя, че е имало 3 дивизии и и на 10 май има нахлуване. Тогава Мария-Жозе разговаря с Итало Балбо и с Амадей Савойски-Аоста, като ги моли да накарат Дучето да се оттегли от намеренията си, но напразно.

### Френска кампания
На 29 май 1940 г. Дучето обявява пред военните лидери своето неотменимо решение да влезе във войната заедно с Германия, въпреки факта че повечето са против, и Умберто изразява цялото си противопоставяне пред баща си: „Казах му, че не можем да продължим примирени към катастрофата, че трябва да се направи нещо“.
Италия официално влиза във войната на 10 юни 1940 г., обявявайки война на Франция и Великобритания. Това е прибързано решение на Мусолини, който е наясно с неподготвеността на италианската армия и не е преценил правилно продължителността на конфликта. Тогава Умберто получава командването на армиите, действащи на френската граница (Група армии „Запад“) – 12 хил. офицери и 300 хил. войници, практически безполезни, тъй като Франция е близо до крах и самият Мусолини е забранил нападателните операции: десет дни след влизането във войната има военни маневри, които продължават три дни, от 21 до 24 юни, и водят до превземането на Мантон с около 600 паднали италианци. В секретен протокол генерал Алфредо Гуцони, командващ 4-та армия, казва: „Ако не бяха неблагоприятните климатични условия, французите щяха да продължат да напредват“. Няколко дена по-късно близо до Мантон Умберто се среща със съпругата си, която е национален инспектор на Доброволния медицински сестрински корпус на Италианския червен кръст: тя докладва в дневника си свидетелства за дълбокия скептицизъм на Принца по отношение на подготовката и оборудването на войските.
През октомври 1939 г. Италия нахлува в Гърция, въпреки че ресурсите на страната не са достатъчни, за да поддържа това действие. Италианско-гръцката война се оказва катастрофално поражение и позициите на Мусолини постепенно отслабват. В светлината на тези факти Мария-Жозе, която винаги е твърдяла, че Италия никога не може да спечели войната и че единственият начин да се спестят ненужните страдания на хората е да се елиминират Мусолини и фашизмът, започва от 1941 г. до преврата от 25 юли 1943 г. тайна акция, целяща да свърже пряко антифашистките кръгове със Савойците.
На 25 октомври 1940 г. Умберто се среща с маршал Енрико Кавиля в Торино, който записва в дневника си как Умберто му е казал, че съжалява за бездействието, в което го е поставила новата военна ситуация (понеже се изключва възможността престолонаследникът да бъде разположен на някой далечен фронт), за Хитлер, който търси помощта на Швеция за мир с Англия и който според Умберто трябва да спре военните операции в Либия, за да концентрира хора и средства в Гърция – мнение, което не е споделено от Кавиля. Всъщност в Либия губернаторът Родолфо Грациани вече е поискал повече средства или отлагане на атаката, което Пиетро Бадолио – началник на щаба, е отказал в края на август: от дневника на Чано с дата 6 септември научаваме, че Умберто е изразил „най-широки резерви относно възможността и неуместността на начинанието“.

### Принудително бездействие
През следващите месеци гръцко-албанският фронт показва неадекватността на италианската армия и, изправен пред неуспехи, Умберто поисква да бъде изпратен на инспекционно посещение, което Мусолини отказва. Дучето предпочита да избере висшестоящи партийни представители за случая, като Чано, Фариначи, Ботай, и накрая самият той отива там през март 1941 г. По същия начин му е отказана възможността да отиде в Либия по време на британската офанзива, също поради ветото на Ервин Ромел. Маршал Кавиля пише кратко резюме на тези факти в своя дневник, отбелязвайки колко династичната политика на Мусолини е била двусмислена: „Той... превъзнася Херцога на Аоста, както правеше с покойния му баща... Принцът на Пиемонт е оставен настрана: не му се дава никакво командване. В Албания не му го дадоха... и кралят не прави нищо, за да спаси династията““
И докато Мусолини неофициално се противопоставя на Престолонаследника, от януари 1941 г. Умберто е в Лучера като армейски генерал. Той започва да изгражда връзки с Ботай и Чано, който отбелязва на 15 май същата година голямото недоволство на Принца вследствие на стабилизирането на ситуацията в Югославия след германската намеса: „Той – винаги така благоразумен, разкритикува с явни думи системата като цяло и в частност пресата. Той живее във военна среда и през последните месеци е погълнал добра доза отрова, която му е повлияла“.
На 6 април 1941 г. германците нахлуват в Югославия, която се предава на 18 април. Независимата хърватска държава е създадена на 10 април и за неин крал е определен Аймон Савойски, четвъртият херцог на Аоста, под името „Томислав II“. Позволява се изграждането на новото Кралство Черна гора, чиято корона е предложена на племенника на кралица Елена, Михаил – теоретичен наследник на трона на династията Петрович-Негош, но той отказва. Възстановяването е силно подкрепено от италианските суверени. Тъй като други кандидати отказват короната, в Черна гора е установено регентство. Елена отказва предложението да заеме престола на баща си – решение, което би било добре прието от черногорското население.
Докато германските успехи започват да намаляват, Умберто все по-малко крие дълбоко вкорененото си отвращение към нацистите, както научаваме от Чано, който все повече присъства в антуража на принца. В края на октомври, по време на лов с Йоахим фон Рибентроп, последният, със зетя на херцога, изрично определя Умберто като враждебен, след като заявява, че в двора се плетат интриги. Колко прав е бил германецът се потвърждава от това, което Чано пише малко след това, на 7 ноември 1941 г.: относно Принца „бе ясен неговият предразсъдък към Съюзниците, които смяташе за непоносимо груби“
Междувременно на Умберто продължава да се отказва ефективното командване: през юни 1941 г. това на Италианския експедиционен корпус в Русия – първите италиански войски в руската кампания, а след това това на ARMIR, пак в Русия, през февруари 1942 г., патетично компенсирано няколко месеца по-късно от командването на Група армии „Юг“ на мястото на маршал Емилио Де Боно. Тези събития предизвикват голямо вълнение във висшите политически и военни кръгове. Маршал Кавиля отбелязва, че от армия от 70 дивизии, 35 от които на Балканите, на Принца са били поверени някои полуостровни дивизии, с две в стратегически в резерв в случай на десант на врага. Виктор Еманнуил Савоски-Аоста – граф на Торино, който не е сред най-важните или най-хитрите членове на Савойската династия, се оплаква пред Джовани Анели, че Мусолини нарочно е възпрепятствал Умберто, който „вместо това би трябвало да може да придобие по-голяма популярност – в противен случай какво ще се случи след смъртта на краля?". Кавиля обобщава цялата ситуация, с плюсове и минуси и дава преценка, валидна и за бъдещи събития, в своя дневник, съобщавайки за собствения си разговор с Де Боно: Умберто не приема и двете, защото вече има назначени армии и защото ще бъде йерархично под заповедите на германците, което Кавиля намира за приемливо. И все пак маршалът е на мнение, че принцът все пак трябва да отиде в Русия, за да спечели „репутация на добър войник. Ако положението на династията днес, в Италия, бе по-добро, ако сегашният суверен не бе толкова паднал пред общественото мнение..., нямаше да има нужда от жертвата на Принца на Пиемонт . Защото в случай на военен обрат тази жертва би могла да спаси династията“.
По този начин, след като е отхвърлена възможността за назначение в Италианска Източна Африка, на Умберто и Мария-Жозе Белгийска остава само възможността да облекчат съдбата на италианците – жертви на трудностите, причинени от войната, с практически жестове: в края на 1942 г., по искане на Енрико Мароне Чинцано се урежда настаняването на около 200 души, служители и семейства от Чинцано, всички разселени от бомбардировките; Умберто дарява дрехи на жертвите и възстановява за своя сметка антики от колекциите на изкуството в Торино, повредени от бомбардировките. И докато Мария-Жозе се забавлява в Квиринал с антифашисти от различни среди като Бенедето Кроче, Монсиньор Монтини, Паоло Монели, Гуидо Гонела, Умберто се среща няколко пъти с началника на полицията Кармине Сенизе, членове на въоръжените сили като маршал Кавиля и Уго Кавалеро и на фашистката партия като Джузепе Ботай.
От този период са първите източници за съществуването на скандално досие на Умберто, „подготвено срещу него от партията, за да осуети амбициите му със заплахата да оповести публично компрометиращи документи за личния му живот“, цитирано от бележка от полския посланик на Светия престол във Външното министерство. Сенатор Доменико Бартоли пише, че още в средата на 30-те години Итало Балбо е предупредил краля за съществуването на това досие от доверен човек, на когото министърът на кралския дом Алесандро Матиоли Паскуалини е казал, че кралят вече знае всичко. От него са взети няколко откъса, които в. Пополо ди Александрия“ е използвал, за да надгражда история, публикувана на части, базирана на пороците и разврата на принца с прякор „Стеласа“. И все пак поради все още неясни причини Мусолини никога не го е използвал изцяло и публично, дори и през периода на Социалната република.
Песимизмът на Умберто относно съдбата на войната и режима се изостря и изкристализирва в ясна визия, но лишена от идеи за инициатива, достоверно записана в множество пасажи от дневника на Галеацо Чано, който оценява способностите му като „превъзхождащи славата“. Британският историк Денис Мак Смит му признава „плоски и конвенционални политически идеи, но не и реакционни... и е склонен да учи“. Но освен нарастващото си недоволство, принцът не изплита силна мрежа от контакти с либералната опозиция като съпругата си, не развива идея за свалянето на Мусолини и дори не успява да излезе от политическата сянка, в която баща му и режимът са го вкарали.
Вероятно и за да успокои принца – обект на толкова много слухове, Мусолини го предлага за поста на маршал на Италия – назначение, което е ратифицирано на 28 октомври 1942 г., годишнината от Похода към Рим.

### Превратът от 25 юли 1943 г.
Умберто продължава да поставя до официалните си ангажименти честите контакти с противниците на режима и с военни като Пиетро Бадолио и Виторио Амброзио, наскоро назначен за началник на Генералния щаб. Вероятно в този период той също започва да вижда Бадолио като възможност за свалянето на Мусолини, въпреки че показва, че няма много вяра в него. Умберто се доверява на човек, близък до маршал Кавиля, като гледа на колегата му Бадолио като на „куче от купа сено, което отива там, където е най-голямата хапка“, но също така смята Бадолио за единственият, който може да се ползва с доверието на фрондистките фашисти, на суверена и на висшите чинове на армията.
На 2 февруари 1943 г. в Двореца „Квиринал“ е родена най-младата от принцесите на Пиемонт – Мария Беатриче. Нейният акт за раждане е нотариално заверен на 4 февруари от Чано, който пише в дневника си, че е имал кратък разговор с Умберто, който „вижда нещата много точно. И той с право е замислен над тях.“ Това е последното официално задължение на зетя на Дучето като външен министър: два дни по-късно той става посланик на Италия при Светия престол.
Най-вероятно слуховете, свързани с наследствените принцове, в допълнение към нацистката враждебност, са това, което при промените в правителството от февруари 1943 г. струват поста на Чано, Ботай, Гранди и впоследствие и на Сенизе (като началник на полицията). Лорд Едуард Ууд, лорд Халифакс – британски посланик във Вашингтон пише в доклада си, че италианец, който наскоро се е завърнал в Турция (той не го назовава, но е възможно да е бил посланикът в тази държава барон Рафаеле Гуариля, бъдещ външен министър в правителството на Бадолио) съобщава, че всички тези политически промени се дължат на „откритието на Гестапо, че е имало заговор за поставяне на власт на Принца на Пиемонт и за сваляне на правителството... Гранди – предишният посланик в Лондон и граф Чано със сигурност са организирали движението със знанието на принц Умберто“.
Виктор Емануил III изобщо не харесва политическата активност на сина и снаха си. Що се отнася до Мария-Жозе, която поддържа контакти както с политиците от Предфашистка Италия, така и с интелектуалци от различен произход и с ватиканските кръгове, кралят не толерира жена да се занимава с политика, да се доверява на стари „призраци“, както презрително дефинира Бономи, Нити и другите знатни личности от епохата на Джовани Джолити, и на свещеници (известен е неговият антиклерикализъм). Що се отнася до сина му, суверенът се придържа към идеята – лайтмотив на Савойската династия, че „се царува по един наведнъж“.
В ретроспекция Умберто дава своята версия на фактите, обяснявайки, че идеята за отстраняването на Мусолини идва след катастрофата във втората битка при Аламейн, „която раздразни не само баща ми краля, но и висшите военни кръгове... От есента на 1942 г. висши военни личности започнаха да се стичат в двореца „Квиринал“, дори и доста старият генерал Дзупели, за да се позовават на намесата на короната... През пролетта и генерал Амброзио обяви плана си“.
През пролетта на 1943 г. Мария-Жозе улеснява среща между Иваное Бономи и нейния съпруг, която Бономи разказва в своя дневник:
| „ | Казвам му, че трябва да се съсредоточим върху генерал – Бадолио или Кавиля. Той казва, че предпочита Бадолио, защото Кавиля е твърде стар... Но при предложението всички да отидат при краля, за да го подтикнат да вземе решение, Умберто отново се колебае... принцесата ми бе казала: синът няма да направи нищо срещу бащата... Принцът има ясни идеи, но жалко, че няма твърда воля за действие. | “ |

Между март и април 1943 г. Умберто разговаря със своя девер Филип фон Хесен-Касел, който завършва с общото намерение да поискат мир от Хитлер, преди ситуацията да се влоши. Принцът на Хесен говори за това с Фюрера през първата седмица на април в замъка Клесхайм, веднага след като преговорите с Хорти и Мусолини приключват, предизвиквайки неговия гняв: Хитлер обвинява савойците, че са неблагодарни към Дучето и заявява, че всичко ще се оправи и на италианския фронт. Няколко дни по-късно Филип фон Хесен е предаден на Берхтесгаден, а след това на Растенбург, за да бъде накрая арестуван на 8 септември.
На 22 юли от щаба на Група армии „Юг“, който се намира в Сеса Аурунка, Умберто се завръща в Рим, където на следващия ден се среща с Пиетро, херцог на Акуароне и с неговия братовчед Аймон Савойски-Аоста. По-късно се връща в Сеса и там е изненадан от гласуването на Великия съвет и от последвалия арест на Мусолини. Същия ден Хитлер изразява желанието си да арестува всички членове на Кралския дом, а Кайтел отбелязва, че Престолонаследникът „е по-важен от стареца“.
На 26 юли 1943 г. Умберто заминава за Рим призори и на сутринта отново се среща с Пиетро д'Акуароне, с братовчед си Аймон и с генерал Сарторис, които го информират за последните събития, за които кралят дава своята версия на обяд, на който той и Мария-Жозе са поканени. Вероятно недоволен от разговорите, Умберто отново се среща с Пиетро д'Акуароне, този път следобяд, и след това с Марио Роата и Виторио Амброзио. Принцът, който винаги е бил антинацист, вероятно не е съгласен с прокламацията на Бадолио, но като лоялен към властта не протестира и не споделя съмненията си с баща си, като по този начин продължава да стои между Абруцо и Кампания, посещавайки градове и лагери.
На 4 август принцът отпразнува рождения ден на съпругата си. На 6 август Мария-Жозе е извикана от краля, който не е разговарял директно с нея повече от две години, и ѝ е изрично наредено незабавно да прекъсне всички връзки с антифашистката опозиция и всички политически дейности; освен това той я принуждава да се оттегли с четирите си деца в лятната савойска резиденция в Сан Анна ди Валдиери, под надзора на балдъзата си Йоланда Маргарита, и да остане там, докато самият той изрично не я отзове в Рим. Официално това е от съображения за сигурност, но в действителност поради политическата ѝ активност и либералният ѝ стил, които не се харесат на краля и на Бадолио. На 8 септември принцесата е в Замъка в Сар, където се мести за десет дни, и като останалите италианци научава новината за примирието от радиото. В този момент на сериозна опасност за членовете на кралското семейство и по-специално за внука на краля Мария-Жозе и нейните деца все пак успяват да намерят убежище в Монтрьо, Швейцария. След това те трябва да се преместят в Глион до Монтрьо, защото швейцарската полиция научава за плана на Хитлер да отвлече малкия Виктор Емануил. Накрая се установяват в Оберхофен на езерото Тун. Тук Мария-Жозе възобновява контактите си с хората, с които е сътрудничила преди държавния преврат, по-специално с Луиджи Ейнауди, който също е избягал в Швейцария. Тя е изкушена да се присъедини към Съпротивата, но швейцарските власти я наблюдават внимателно. Въпреки това успява на няколко пъти да носи оръжие за партизаните.

### От Рим до Бриндизи
В дните непосредствено преди капитулацията на Италия Умберто развива интензивна дейност: на 6 септември 1943 г. инспектира 5-та армия при Орте, сутринта на 7 август се среща с маршал фон Рихтофен, а в късния следобед при Анани с маршал Грациани, който се е оттеглил там през 1941 г. На точен въпрос от военния за възможността за примирие принцът отговаря със „Само слухове!“, както му е казано от Министъра на кралския дом Пиетро д'Акуароне на 3 септември в Рим, въпреки че той е наясно, че междувременно в Касибиле е било подписано примирието на Италия с Антихитлеристката коалиция, и на 6 в Анани. Принцът заминава за Рим в 17:55 часа на 8 септември, пристигайки в Квиринала час по-късно, където в неведение за всичко той най-накрая е информиран за примирието от Пиетро д'Акуароне.
Принцът изпраща кола до Анани, за да вземе някои членове на неговия антураж, включително адмирал Бонети и генерал Кавали, и пише писма до офицери, включително едно до Грациани, не само защото Умберто все още е маршал на Италия, но и защото той не желае Грациани да си помисли, че го е излъгал: приносителят на писмото, подполковник Радикати, обаче е арестуван на следващия ден от германците и то не стига до Грациани. През нощта капитанът пилот Карло Маурицио Русполи ди Поджо Суаза, от името на принца, се обажда по телефона на външния министър Рафаеле Гуариля. Гуариля твърди, че по този повод не е бил предупреден за нито едно от решенията на Бадолио, но всъщност е бил информиран и дори е информирал лично посланика в Рим, фон Макензен, за примирието и за неговото значение.
Малко преди Умберто да бъде информиран, в 18:45 часа на 8 септември 1943 г. в Куиринала се провежда среща, представяща краля, Бадолио, Пиетро д'Акуароне, Карбони, министрите на войната и на аеронавтиката. На нея кралят е информиран, че единственото решение е да се премести в единствената област на Италия, която все още не е окупирана от двете страни в конфликта, така че да защити независимостта на правителството и да договори по-почтени условия на примирие. В 19:30 часа суверените се връщат в Квиринала. В 21:20 часа шествието се насочва към Министерството на войната и около 5 сутринта потегля крадешком от второстепенна врата на Дворец „Баракини“ по тясната улица „Наполи“. Роза Пероне Галоти, лична прислужница на суверените, определя заминаването като „пандемониум... Министрите, войниците и господата искаха да си тръгнат първи, тълпяха се от страх. Беше жалко наистина“ Умберто II говори за заминаването си от Рим в телевизионното интервю с историка Никола Карачоло през 1979 г., включено в документалния филм „Малкият крал“.
| „ | Напускането на Рим по този начин може да е било и грешка... Така, без да уведомим министрите. И досега съм убеден, че министрите са нямали възможност да стигнат до краля, или не са успели да се уредят. Те щяха да се събудят сутринта... и можеха да намерят германците у дома и да рискуват много. Което... не се случи. Но впечатлението, което оставиха, беше много неблагоприятно, особено за маршал Бадолио. Впечатление за това, че са били забравени. | “ |

В същото интервю, когато го питат конкретно защо правителството е решило да напусне столицата, без да организира военна съпротива, той казва:
| „ | Нямаше начин да защитим Рим. И тогава, ако дори един да можеше да го направи, той щеше да даде повод и на съюзниците, и на германците да реагират. И знаем как щяха да реагират... Щяха да са прави да бомбардират. Ако германците бяха направили нещо за Рим, това щеше да е краят на Рим... и освен това той е бил обявен за отворен град. Освен това стоеше въпросът за присъствието на папата. | “ |

Попитан от Карачоло дали нещо е щяло да се промени, ако примирието е било обявено от Съюзниците на 16 септември, Умберто II отговаря:
| „ | Можело е да разположат войски на север от Рим и да се попречи на германците да влязат в Рим; и известната американска дивизия, за която се е говорело бегло, е можела да дебаркира в Анцио или в Чивитавекия... това е било съвсем друга история... понеже без да имат тази възможност да направят разполагане на север от Рим, естествено германците е щяло да пристигнат в Рим за няколко часа, защото са били много близо. | “ |

Това мнение на Умберто обаче е опровергано от различни източници и различни исторически данни. Както германският командир на южния фронт фелдмаршал Алберт Кеселринг, така и неговият началник-щаб Зигфрид Вестфал поддържат мнението след войната, че както с присъствието на италианска въоръжена съпротива, организирана в Рим, така и с едновременният десант в Салерно германската ситуация е щяла да бъде отчайваща и шансовете за успешно окупиране на Рим и голяма част от Италия – много далечни. Между другото, паралелно с бягството на кралските особи с кола по ул. „Тибуртина“ с влак бяга и германският дипломатически персонал, включително германският посланик и консулът Айтел Фридрих Мьоелхаузен, които набързо нареждат унищожаването на всички чувствителни документи на германското посолство, веднага след като са лично информирани от Рафаеле Гуариля за ситуацията, очевидно също оценена от тях като отчайваща.
Умберто тръгва петнадесет минути след родителите си и през цялото време на пътуването многократно изразява намерението си да остане като военен командир, да ръководи съпротивата на войските и да представлява короната в столицата, оспорвайки заповедта на баща си. Той е наясно, че въпреки че изглежда разумно да се опита да спаси приемствеността на държавните институции, прехвърлянето на краля и правителството, извършено по този начин, се извършва по най-лошия начин, като причинява много сериозни щети дори на престижа на короната.
По време на отпътуването от Рим, на кръстопътя за Бречарола (близо до Киети, почти достигайки очакваната дестинация Ортона), конвоят спира поради каруца по средата на пътя, принцът излиза и се присъединява към колата, където е кралят, за да изрази намерението си да се върне: баща му отговори на пиемонтски «Beppo, s'at piju, at massu», което означава „Бепо, ако те хванат, ще те убият“. По-късно, след като пристига в замъка в Крекио като гост на херцозите на Бовино Джовани и Антония де Ризейс, разговаряйки с главния пилот Карло Маурицио Русполи, бивш негов съученик във военния колеж, Умберто проучва възможността да се върне в столицата със самолет, и говори за това с генерал Паоло Пунтони, адютант на краля. „Моето напускане на Рим беше просто грешка. Мисля, че би било уместно да се върна назад: смятам за нужно присъствието на член на моя дом в столицата, в такива сериозни моменти.“ Бадолио му казва: „Трябва да Ви напомня, че сте военен и тъй като носите звездите, трябва да се подчинявате“. Бадолио, кралят и Пиетро д'Акуароне споменават лични и политически причини за сигурност: неговият жест би дискредитирал правителството и суверена. Самата херцогиня на Бовино Антония де Ризейс се опитва да го убеди да се върне в Рим, за да организира въоръжена съпротива и да стимулира морала на войските, но принцът отговаря, че в този момент подобен акт би изглеждал като бунт, докато всички трябва да работят заедно, за да избегнат отслабването на суверенната власт, обединявайки се около нея. Умберто прави още един опит да се противопостави на кралските и правителствените решения – на летището в Пескара следобед на 9 септември в присъствието на голяма част от групата той изразява желанието си да се върне в Рим, за да защити честта на Савойския дом, но кралицата му казва„ Beppo, tu n'iras pas on va te tuer“, т.е. „Няма да отидеш, Бепо, те ще те убият“.
В интервюто през 1979 г. обаче Умберто II отрича тези факти:
| „ | „Казаха, че по време на пътуването не съм бил съгласен, това е вярно, но не с решението на баща ми, което винаги ми е изглеждало обмислено, а с това как се развиваха фактите... Имаше среща и казах: "Ако имате нужда някой да се върне в Рим, разбира се, че аз съм на разположение". Не задълбах повече, изобщо. | “ |

За някои това твърдение е лъжа, резултат от династична лоялност и присъща семейна дисциплина, като го кара да предпочете да бъде свързан с критиките, насочени към баща му и Бадолио, вместо, като демонстрира в ретроспекция, че е бил по-далновиден от тях, да осъди избора на баща си.
Качването на кораб на кея в Ортона за Бриндизи се състои при прекъсване на тока в 23:30 часа и в голяма тълпа от много офицери и сановници, които искат да се качат на двата кораба, изпратени от министър Рафаел дьо Куртен, принцът трябва лично да пресече тълпата, за да може да мине с родителите си. В Бриндизи принцът се настанява в сградата на Адмиралтейството, където има разговор с Марио Роата и с майор Карло Маурицио Русполи ди Поджо Соаза.

### Кралски наместник
Тъй като Съюзниците освобождават все повече части на Италия от режима на Сало, става ясно, че крал Виктор Емануил III е твърде опетнен от предишната си подкрепа за фашизма, за да има по-нататъшна роля. През февруари 1944 г. управлението на Юга се премества в град Салерно. На 12 април 1944 г. радиосъобщение предава решението на суверена да назначи сина си Умберто за наместник (лейтенант) при освобождението на столицата. На 5 юни 1944 г., след освобождението на Рим, кралят назначава сина си за генерален лейтенант на Кралството въз основа на споразумения между различните политически сили, които формират Комитета за национално освобождение и които предвиждат „замразяване“ на институционалния въпрос до края на конфликта. Това е дата, която отбелязва преминаването на властта от краля към неговия син Умберто, който по този начин упражнява прерогативите на суверена от Двореца „Квиринал“, без обаче да притежава титлата на крал. Титлата остава у Виктор Емануил, който се оттегля за частен живот в Салерно. Това е компромис, предложен от бившия председател на Камарата на депутатите Енрико Де Никола, тъй като лидерите на антифашистките партии биха предпочели абдикацията на краля, отказа на Умберто от трона и незабавното назначаване на граждански регент. Лейтенантът на кралството скоро печели доверието на Съюзниците благодарение на решението италианската монархия да остане на прозападни позиции.
Умберто встъпва в длъжност в Квиринала на 18 юни 1944 г. и по предложение на Комитета за национално освобождение поверява задачата за съставяне на новото правителство на Иваное Бономи, сваляйки Пиетро Бадолио. Под американски натиск Умберто подписва законодателния декрет, който постановява, че „след освобождението на националната територия институционалните форми“ ще бъдат „избрани от италианския народ, който за тази цел“ ще избере „чрез всеобщо избирателно право, пряко и тайно, Учредителното събрание за обсъждане на новата конституция на Държавата", което дава правото на глас на жените за първи път. След това той сформира комисия (Сицилианска регионална комисия) за изготвяне на автономен статут на Сицилия, в съответствие с намерението си да предотврати отделянето на острова от движенията за независимост.
През 1944 г. Умберто също подписва Лейтенантски декрет от 10 август n. 224, който премахва смъртното наказание, с изключение на някои военновременни престъпления. То е въведено отново, с временно действие, през май 1945 г. за някои тежки престъпления по инициатива на правителството на Алчиде Де Гаспери и окончателно премахнато едва с Републиканската конституция от 1948 г. Умберто всъщност е против смъртното наказание и относно онези, осъдени за престъпления по време на приключилата война, той вероятно би подписал всички молби за помилване, с изключение може би на някои случаи на особено отвратителни престъпления. Министърът на правосъдието Палмиро Толяти (който по-късно обнародва амнистията „Толяти“) пък е противник на приемането на повечето въпроси.
В края на войната Умберто научава от доктор Фаусто Пекорари новината за смъртта на сестра си Мафалда, затворничка от нацистите, починала през 1944 г. в концентрационния лагер Бухенвалд от рани, получени по време на американско въздушно нападение там.
На 21 юни 1945 г. той поставя правителството на Пари, продължило до 10 декември, когато поставя първото правителство на Де Гаспери, продължило до 1 юли 1946 г.
През двете години, прекарани в Квиринала, Умберто е подпомаган от малък кръг от лоялни привърженици, формирани повече от техници, отколкото от политици. Най-слушаният негов съветник е Министърът на Кралския дом Фалконе Лучиферо. Полето на действие на двора обаче е ограничено и поради недостига на налични средства (наместникът разполага само с половината от тях, а останалото е дължимо на баща му).

### Крал на Италия
На 9 май 1946 г., месец преди провеждането на институционалния референдум за избора на монархия или република, Виктор Емануил III абдикира в Неапол в полза на сина си Умберто. Официалното съобщение гласи: „Днес в 15:15 ч. в Неапол крал Виктор Емануил III подписва акта за абдикация и според обичая замина в доброволно изгнание. Веднага щом новият крал Умберто II се върне в Рим, ще бъде връчено официално съобщение за това до Министерския съвет". Кралят абдикира с надеждата да повлияе на общественото мнение преди референдума за продължаване на монархията. Същата вечер той се качва на лекия крайцер „Херцог на Абруци“ и в доброволно изгнание отива в Египет с кралица Елена, приемайки титлата „граф на Поленцо“. Представителите на левите партии и републиканците осъждат нарушаването на институционалното примирие, договорено чрез институцията на наместника, което трябва да се запази до разрешаването на институционалния въпрос (въпреки че министър-председателят Алчиде Де Гаспери се опитва да омаловажи, говорейки за факт, касаещ Савойския дом). Надеждата на Савойския дом е да възстанови подкрепата за монархическата институция с окончателното напускане на стария крал, а също и благодарение на по-голямата популярност на новия владетел Умберто II. Не са извършени официални церемонии по наследяване, тъй като самият Албертинов устав постановява, че абдикацията на суверена трябва да бъде последвана от наследяването на престолонаследника като монарх.
На 15 май 1946 г. Умберто II обнародва Кралски законодателен указ 455/1946, одобрен от първото правителство на Де Гаспери – устава на Сицилия, който прави региона автономен. За първи път в Италия се заговорва и за регионална автономия с оглед зачитане на местните особености. Указът, по-късно преобразуван от Учредителното събрание в Конституционен закон от 26 февруари 1948 г., n. 2, все още е специалната законова разпоредба на Регион Сицилия.

### Институционален референдум
На 16 март 1946 г. принц Умберто постановява, че институционалната форма на държавата ще бъде решена чрез референдум, едновременно с изборите за Учредително събрание. Указът за свикване на референдума гласи в една от своите части: „... ако мнозинството от гласувалите избиратели преценят...“. Това изречение изглежда, че формира и възможността нито една от двете предложени институционални форми (монархия или република) да не достигне до „мнозинството от избирателите с право на глас“, т.е. сумата не само от гласовете, приписани на монархията или на република, но и на празните или невалидните бюлетини. Поемайки короната, новият крал потвърждава обещанието си да уважава свободно изразеното желание на гражданите относно избора на институционална форма. Референдумът за избор между монархия или република се провежда на 2 юни и сутринта на 3 юни 1946 г. Мнозинството в полза на републиката е около 12 млн. валидни гласа, въпреки че има опити за обжалване и промонархически слухове за предполагаема измама.
На 10 юни в 18 часа в Залата на вълчицата в Монтечиторио Касационният съд, според това, което е потвърдено от протокола, обявява резултатите от референдума: 12 672 767 гласа за републиката и 10 688 905 за монархията, както и общия брой на гласувалите избиратели и този на невалидните гласове. Той отлага окончателното решение по спорове, протести и жалби за друго заседание. Много италиански монархисти изразяват съмнения относно легитимността на референдума, твърдейки, че милиони избиратели, много от тях промонархисти, не са били в състояние да гласуват, защото все още не са успели да се завърнат по родните си места.
През нощта на 12 юни правителството се събира по призовката на Алчиде Де Гаспери. Де Гаспери получава писмено съобщение от Квиринала през деня, в което кралят декларира намерението си да уважи отговора на избирателите, както е постановено в Указа за свикване на референдума, добавяйки, че ще изчака окончателното решение на Касационния съд по установеното от закона. Писмото, което повдига въпроса за кворума, събужда загрижеността на министрите. Те се стремят към незабавното провъзгласяване на републиката (според известната фраза на социалистическия лидер Пиетро Нени: „Или републиката, или хаос!“), докато в същото време трябва да се справят с нарастващите протести на роялистите, кърваво потиснати на 11 юни на ул. „Медина“ в Неапол от помощниците на Матео Ромита, където 9 демонстранти губят живота си и 150 са ранени. На 12 юни е жестоко разпръсната роялистка демонстрация.
Министерският съвет постановява, че след обявяването на временните резултати от 10 юни е създаден преходен режим и следователно функциите на временен държавен глава преминават по силата на закона и с незабавно действие (сутринта на 13 юли) у Министър-председателя Алчиде Де Гаспери в изпълнение на чл. 2 от Законодателния декрет от 16 март 1946 г., n. 98. Министърът на финансите Епикармо Корбино пита Де Гаспери дали осъзнава отговорността, която поема, тъй като в бъдеще би могъл да изглежда като узурпатор на трона. От страна на монархистите се твърди, че правителството не е искало да даде време на Върховния съд да провери отново бюлетините – повторна проверка, която би могла да извади наяве каквато и да е измама.
На 13 юни Умберто II реагира, като прави противоречива прокламация, в която говори за „революционен жест“ от страна на правителството
| „ | Изправени пред съобщаването на временните и частичните данни, направени от Върховния съд; изправен пред резервираността му да се произнесе по жалбите до 18 юни и да обяви броя на гласувалите и невалидните гласове; изправен пред повдигнатия и неразрешен въпрос как да се изчисли мнозинството, аз повторих вчера, че е мое право и задължение да изчакам отново Касационния съд да обяви дали републиканската институционална форма е постигнала желаното мнозинство. Внезапно снощи, в разрез със законите и независимата и суверенна власт на съдебната система, правителството направи революционен жест, поемайки с едностранен и произволен акт правомощия, които не му принадлежат, и ме постави пред алтернативата да причиня кръвопролития или да понеса насилие. | “ |

Изправен пред действията на правителството, Умберто II, информиран от генерал Морис Стенли Луш, че англо-американците не биха се намесили в негова защита дори в случай на явно незачитане на законите и по-специално в случай на евентуално нападение на Квиринала, подкрепено от последователите на републиканските министри, и желаейки да избегне опасността от гражданска война, витаеща във въздуха след убитите в Неапол, решава да напусне Италия. Причината, поради която той не пожелава да изчака заседанието на Касационния съд, насрочено за 18 юни, преди да напусне Италия, не е официално изяснена. Напускането му обаче дава зелена светлина без допълнителни спънки на институцията на републиканската форма, тъй като и Касационният съд потвърждава победата ѝ. Освен това съдът, с дванадесет магистрати срещу седем и дори с противоположния глас на президента Джузепе Пагано постановява, че под „мнозинство от гласувалите избиратели“, предвидено от Закона за установяване на референдума (чл. 2 от Законодателния указ на наместника от 16 март 1946 г., № 98), би трябвало да се разбира като „мнозинство от валидните гласове“, различно от онова, което се поддържа от привържениците на монархията. Във всеки случай гласовете в полза на републиката се оказват повече на брой дори от мнозинството от избирателите с правото на глас, т. е. 12 718 641 срещу по-малкия брой от 10 718 502 гласа за монархията и 1 498 136 нулеви гласа (равно на 12 216 638 гласа).
През 1960 г. председателят на Касационния съд Пагано в интервю за в. „Темпо“ от Рим заявява, че законът, установяващ референдума, е невъзможен за прилагане, тъй като не оставя време на съда да извърши своята разследваща работа и че това става още по-очевидно от факта, че множество апелативни съдилища не успяват да изпратят протоколите до касационната инстанция до определената дата. И накрая, „страданието на правителството да обяви републиката бе такова, че да доведе до „държавен преврат“, преди Върховният съд действително да постанови окончателните валидни резултати“

### Изгнание
Въпреки че получава покана за съпротива от промонархическата страна, тъй като има подозрение за изборна измама, Умберто II предпочита да вземе под внимание свършения факт. Алтернативата би могла да е гражданската война между роялистите и републиканците, която витае във въздуха след кървавото потискане на роялисткия протест на улица „Медина“ в Неапол. Кралят наистина желае да избегне тази по-нататъшна трагедия в Италия, вече подложена на сериозно изпитание от току-що приключила катастрофална война. Така на 13 юни, придружен от най-близките си сътрудници (генерал Джулиано Касиани Ингони, генерал Карло Грациани и доктор Алдо Кастелани), той напуска Летище „Чампино“ в Рим със самолет, след като е издал прокламация, където между другото говори за „революционен жест“ на Министерски съвет с предаването на функциите на временен държавен глава на Алчиде Де Гаспери.
Като дестинация за своето изгнание Умберто II избира Португалия (по това време под диктатура), пребивавайки първо като гост във вила „Бела Виста в Коларес – град близо до Синтра, а по-късно в Кашкайш в резиденция до бъдещата Вила „Италия“, в която се премества през 1961 г. Народите, граничещи с Италия, не биха го приветствали, а кралят иска да избегне Испания, където диктаторът Франсиско Франко, регент на монархията, също се е издигнал на власт благодарение на Фашистка Италия. В допълнение, неговият прапрадядо крал Карл Алберт Савойски-Каринян, който умира в Порто през 1849 г., също е бил изгнаник в Португалия.
С влизането в сила на Републиканската конституция на 1 януари 1948 г. изгнанието на Умберто II Савойски придобива силата на конституционен закон, предвидено в първия параграф на 13-тата заключителна и преходна разпоредба: не само се забранява да се изменя конституцията, за да се възстанови монархията, но и на всички мъже наследници на италианския трон да се завръщат на италианска земя. На жените от Савойската династия не е забранено с изключение на бившата кралица. Тази забрана е премахната едва през 2002 г. след конституционен закон за ревизия. В многобройни интервюта Умберто разкрива горчивата си изненада от изгнанието, постановено от закона:
| „ | Заминаването ми от Италия трябва да е било отдалечаване за известно време в очакване страстите да утихнат. Тогава си помислих, че мога да се върна, за да дам, смирено и без да одобрявам нарушенията на обществения ред, своя принос към работата по омиротворяване и възстановяване. | “ |

Умберто II никога не абдикира и никога не се отказва от правата си, и винаги продължава да се смята за суверен. В това си качество той продължава да връчва благороднически титли и да назначава членовете на Съвета на сенаторите на Кралството. След 1950 г. той възобновява упражняването на кралския прерогатив (съвкупността от права, дължими на монарха, които не са му предоставени от парламента и не са предмет на изпълнителната и съдебната власт) и оттогава връчва многобройни благороднически мерки както за помилване, така и за справедливост – т. нар. „умбертинови благороднически титли““. Гореспоменатите разпоредби са изготвени след разследване, извършено от Кралския секретар по хералдиката, назначен от Умберто II, в много случаи в консултация с органите на Италианския благороднически корпус.
Приживе Умберто II се радва на отношението, запазено за владетелите от различни европейски монархии, от Светия престол и от Суверенния военен орден на Малта. Благородническите титли, дадени от него по време на неговото изгнание, се признават от Суверенния военен орден на Малта и от Италианския благороднически корпус.
Умберто II, считайки себе си за суверен без абдикация, с акт от 20 януари 1955 г. приканва сенаторите на Кралството да възобновят своята дейност в консултативна форма към нацията. Затова на 5 юни 1955 г. с негово одобрение е сформирана „Групата на сенаторите на Кралството“, която през 1965 г. се трансформира в Съвет на сенаторите на Кралството.
Бракът му с Мария-Жозе Белгийска, който вече е в криза от дълго време, окончателно се пропуква. Бившата кралица скоро напуска Португалия, за да се премести в Мерланж близо до Женева с малкия Виктор Емануил. При Умберто остават трите им дъщери Мария Пия, Мария Габриела и Мария Беатрис, които често са обект на болезнено внимание от популярната преса и в някои случаи източник на допълнително недоволство за баща им. Следващите години са белязани от конфликта със сина му, главно по икономически причини и поради оспорвания му брак с бившата състезателка по водни ски Марина Риколфи-Дория, който той никога не приема.
В своето почти 40-годишно изгнание Умберто II оказва помощ и подкрепа на италианци, по повод лични нужди или драматични събития. Той е особено отдаден на каузата на Венеция Джулия и Истрия, отправяйки многобройни послания за близост до истрийците и джулианците и критикувайки Договора от Озимо.
Чрез свои представители той присъства, и като спонсор, на културни, патриотични и социални събития. В Кашкайш приема десетки хиляди италиански посетители и отговаря на всички, които му пишат. Страстен колекционер, той създава важна колекция от савойски реликви. Пише огромен том за савойските медали. Никога повече не се връща в Италия. Пътува много по време на изгнанието си и често се среща в Мексико с дъщеря си Мария Беатрис.

### Смърт
От 1964 г. нататък Умберто II претърпява серия от доста инвазивни операции, вероятно поради тумора, който след дълги страдания е причината за смъртта му. Той умира в Женева на 18 март 1983 г., в клиника, където е преместен няколко дни преди това от Лондон в краен и безполезен опит да се удължи животът му. Умира сам: медицинска сестра, влизайки в стаята, осъзнава състоянието му и го хваща за ръката в последните мигове от живота му, докато умиращият 78-годишен Умберто промърморва думата „Италия“. По времето, когато Умберто умира, през 1983 г. президентът Сандро Пертини иска от Иалианския парламент да му позволи да се завърне в родината си.
В завещанието си Умберто оставя Торинската плащеница на папата, която от 1578 г. се съхранява в Торинската катедрала като депозит. Легитимността на това завещателно завещание е спорна и се обсъжда предвид буквалния смисъл на третия параграф от 13-тата преходна и заключителна разпоредба на Конституцията, в която се установява, че активите на бившите крале на Савойската династия, намиращи се в Италия, са поети от Държавата, и в която се постановява недействителността на прехвърлянията, извършени след честването на институционалния референдум от 2 юни 1946 г.
Тленните останки на последния суверен на Италия почиват, по негово изрично желание, в Абатство „Откомб“ в Сен Пиер дьо Куртий близо до Екс ле Бен, Франция, до тези на крал Карл Феликс Савойски. Абатството се намира в Савоя, откъдето Савойската династия води историческия си произход, и е пантеон на династията. На погребението му, изоставено от италианските власти (с изключение на Маурицио Морено, генерален консул на Италия в Лион, представляващ правителството), присъстват десетки хиляди италианци. Rai не предава церемонията на живо. Освен членове на Савойския дом на погребението присъстват Хуан Карлос I от Испания и София Гръцка, Бодуен и Фабиола от Белгия, Йохан Люксембургски и Жозефин Шарлот от Белгия, принц Рение III от Монако със сина си Албер, Едуард, херцог на Кент, представляващ кралица Елизабет II от Обединеното кралство, детронираните крале Симеон II Сакскобурготски, Михай I от Румъния и Константинос II от Гърция, Ото фон Хабсбург-Лотарингски със сина си Карл фон Хабсбург-Лотарингски, Фердинанд Мария Бурбон-Две Сицилии със сина си Карл, Анри Орлеански, Шарл Наполеон Бонапарт, Дуарте Пий де Браганса от Португалия и представителите на други бивши управляващи къщи. Светият престол е представляван от папския нунций в Париж. Играчите на Ювентус, в мача срещу Пиза на 20 март, носят знака на траур на ръката си: това е единствената проява на съболезнования, дадени публично на краля в Италия.
Крал Умберто иска кралският печат да бъде поставен в неговия ковчег. Това е голям печат, който се предава от поколение на поколение като видим символ на легитимността на династичната наследственост и символ на Великия магистър на рицарските ордени на Савойския дом. Смята се, че по този начин той е целял да разграничи „династичните“ си от „цивилните“ си наследници. Следователно Умберто II е последният глава на кралския дом, признат единодушно: без да посочва изрично наследник и в светлината на конфликта му със сина му Виктор Емануил относно брака на последния и позицията му в кралския дом, възниква династичният въпрос, все още нерешен и днес. Линията на унаследяване на трона на Италия е йерархията на Савойския дом за предаване на титлата „крал на Италия“. След институционалната промяна от 1946 г. и прекратяването на кралската титла тази йерархия днес идентифицира изключително главата на Савойския дом и регулира неговото наследяване. Виктор Емануил Савойски действа като глава на Савойския дом от 1983 г. – годината на смъртта на Умберто II. Тази титла и прерогативите, свързани с нея (Великият магистерий на Савойските династични ордени и титлата „херцог на Савоя“) са оспорвани от Амадей Савойски-Аоста и впоследствие от сина му Аймон. Този спор възниква след неразрешения от Умберто II брак на сина му Виктор Емануил с Марина Риколфи-Дория – ситуация, която би извела, според династичното законодателство на Савойския дом, самият Виктор Емануил и неговите потомци извън линията на наследяване.

## Личен живот
Умберто и съпругата му Мария-Жозе Белгийска са разделени след изгнанието. Техният е уреден държавен брак след дълга традиция на кралските семейства. Те обаче никога не се развеждат, отчасти поради политически причини. Мария-Жозе отива да живее в Мерленж, Швейцария със сина им Виктор Емануил.
Някои историци проучват възможната хомосексуалност на Умберто. Още през 20-те години на миналия век Мусолини събира досие за личния му живот с цел изнудване. По време на войната вестниците твърдят, че Умберто е хомосексуален и информацията продължава да се разпространява в началото на следвоенния референдум за монархията с надеждата да повлияе на резултата. Не е ясно до каква степен тези слухове могат да бъдат доказани.

## Признания
През годините получава множество чуждестранни кралски отличия, включително от царя на България ордените Св. св. Кирил и Методий и Свети Александър.
Португалската община Кашкайш – място на пребиваване по време на дългото му изгнание, наименува алеята, водеща до Вила „Италия“ (Avenida Rei Humberto II de Itália) на името на Умберто II и му посвещава зала в местния музей. След години на занемаряване, от 2014 г. вилата, пристройката и заобикалящата я земя са закупени от японска група за недвижими имоти, която след внимателна реставрация превръща сградата в луксозен хотел с парк и плувен басейн. За да продължи структурата да носи името Вила „Италия“, е поискано официално съгласие от Савойското семейство, а също и от съпътстващия клон Савоя-Аоста, тъй като резиденцията на Амадей Савойски-Аоста и семейството му в Кастильон Фибоки носи същото име. На сградата е поставена плоча в памет на престоя на суверена.
През 2012 г. Община Рим кръщава на него и на съпругата му две алеи на Вила „Ада“.
Тускания кръщава обществените градини на Умберто II, където има и негов бронзов бюст. Също така в Ракониджи, където е роден, е поставен мраморен бюст на Умберто II.

## Брак и потомство
∞ 8 януари 1930 в Рим за Мария-Жозе Белгийска (* 4 август 1906, Остенде, Кралство Белгия; † 27 януари 2001, Тоне, Швейцария), дъщеря на краля на Белгия Албер I и на кралица Елизабет Баварска, от която има един син и три дъщери:
- Мария Пия Савойска (* 24 септември 1934, Неапол), принцеса на Савоя, чрез бракове принцеса на Югославия и принцеса Бурбон-Пармска; ∞ 1. 12 февруари 1955 в Кашкайш за принц Александър Караджорджевич (* 13 август 1924, Ричмънд; † 12 май 2016, Париж), принц на Югославия, развод 1967, от когото има трима сина и една дъщеря 2. 15 май 2003 в Маналапан, Флорида за принц Мишел Бурбон-Пармски (* 4 март 1926, Париж; † 7 юли 2018, Ньой сюр Сен), от когото няма деца
- Виктор Емануил Савойски (* 12 февруари 1937, Неапол), принц на Неапол, херцог на Савоя (оспорвано), ∞ 11 януари 1970, Лас Вегас, САЩ (граждански), 7 октомври 1971, Техеран (религиозно) за Марина Риколфи-Дория (* 12 февруари 1935, Женева), маркиза на Сант Анна ди Валдиери (1969), херцогиня на Савоя (30 януари 1984, оспорвано), от която има един син
- Мария Габриела Савойска (* 24 февруари 1940, Неапол), принцеса на Савоя; ∞ 12 февруари 1969 (граждански) в Сент Мес, 21 юни 1969 (религиозно) в Ез за Робер Зелингер дьо Балкани (* 4 август 1931, Иклод; † 19 септември 2015, Женева), френски предприемач от унгарски произход, от когото има една дъщеря
- Мария Беатрис Савойска (* 2 февруари 1943, Рим), принцеса на Савоя; ∞ 1 април 1970 (граждански) в Мексико, януари 1971 (религиозно) в Кордоба за Луис Рейна-Корвалан и Дилон (* 18 април 1939, Кордоба, Аржентина; † 17 февруари 1999 убит, Куернавака, Мексико), развод 1998, аржентински дипломат, преподавател по право, от когото има двама сина и една дъщеря.

- Децата на Умберто II
- Мария Пия,
 дъщеря
- Виктор Емануил,
 син
- Мария Габриела,
 дъщеря
- Мария Беатрис, 
дъщеря

## Умберто II в масовата култура
- Умберто е главният герой на разказ на Джованино Гуарески, иронично озаглавен „Държавен преврат“ (Colpo di stato), публикуван в седмичника „Кандидо“ през февруари 1952 г. и препубликуван в „Мондо Кандидо 1951-1953“ през 1997 г. Многобройни карикатури за „Кандидо“ са посветени на Умберто II от Гуарески – роялист, получил и орден от краля.
- Ролята на Умберто е изиграна от актьора Марчело Ди Фолко (бъдеща Марчела Ди Фолко) във филма на Федерико Фелини от 1973 г. „Амаркорд“, докато среща Градиска в хотелска стая.
- На него е посветено стихотворение от 1979 г. на римски диалект от Алдо Фабрици, озаглавено „На Умберто“ (A Umberto).
- Той се появява във филма от 1995 г. „Аз и кралят“ (Io e il re), режисиран от Лучо Гаудино. В ролята му е Марцио Онорато.
- Героят на Умберто II е включен в италианския телевизионен филм от 2002 г. „Мария-Жозе - последната кралица“ (Maria José - L'ultima regina).

## Обяснителни бележки
1. 1 2  Умберто е дядо му по бащина линия, Никола Петрович Негош е дядо му помайчина линия, Томазо е братовчед на баща му и херцог на Генуа.
2. ↑  Следван е на голямо разстояние от испанската херцогиня на Алба Каетана Фитц-Джеймс Стюарт с 45 благороднически титли, кралица Елизабет II на Обединеното кралство с 41 титли, три големи неаполитански семейства с 36 титли и Рение III от Монако с 24 титли
3. ↑  Лудвиг Амадей, херцог на Абруци, е вече известен като изследовател, а Виктор Емануил Савойски-СавойсВислктор Емануил, граф на Торино, се утвърждава успешно в състезания по езда.
4. ↑  Елена, херцогиня на Аоста, съпруга на херцог Емануил Филиберт, дъщеря на претендента за френския трон Луи Филип Албер Орлеански, нарича кралица Елена моята братовчедка пастирка, иронизирайки езика на семействотой по произход, Петрович-Негош.
5. ↑  Умберто I е кръстен в Торино, Виктор Емануил III в Неапол и Умберто II в Рим, но по-скроммно поради предходното отлъчване на Савоя.
6. ↑  Ще бъде кръстена в Павлинския параклис на Двореца „Квиринал“, на светлината на свещи поради намаляването на електричеството с 25 %, с имената Мария Беатрис Елена Елизабета Аделхайд Маргарита Франциска Романа. Кръстница е херцогинята на Аоста – кралицата-майка Елена Орлеанска, а кръстник – Адалберт, херцог на Генуа. In Regolo с. 418..
7. ↑  Машинописът се намира между страниците на дневника на дома на Принца на Пиемонт, Държавен архив в Торино.
8. ↑  : в списъка официалните италиански титли са тези, предоставени до 13 юни 1946 г., следващите са предоставени от изгнание като „крал, който не е изкоренен“ и следователно носител на „кралския прерогатив“ дори в отсъствието на трона.

## Библиографски бележки
1. ↑  Ian Locke. Magnificent Monarchs.   MacMillan, 1999. ISBN 978-0330-374965. с. 16.
2. ↑  Umberto II Re d'Italia, in Dizionario di storia, Roma, Istituto dell'Enciclopedia Italiana, 2011
3. ↑  Regolo с. 13..
4. ↑  Regolo с. 16..
5. ↑  Regolo с. 20..
6. ↑  Думи на Мария Бетариче Савойска в Regolo с. 22..
7. ↑  Regolo с. 29..
8. ↑  Oliva с. 48..
9. ↑  Oliva с. 45..
10. ↑  Oliva с. 47..
11. ↑  Bartoli 1986 с. 65..
12. ↑  Oliva с. 46..
13. ↑  Oliva с. 47..
14. ↑  Denis Mack Smith, Italy and Its Monarchy, New Haven: Yale University Press с. 272
15. ↑  Denis Mack Smith, Italy and Its Monarchy, New Haven: Yale University Press с. 271–272
16. ↑  G. Orecchia, Maria José, regina di maggio, MAE, Milano, 1988, с. 25.
17. ↑  Denis Mack Smith, Italy and Its Monarchy, New Haven: Yale University Press с. 265
18. ↑  Brito, Jonas. "História da Passagem do Príncipe Umberto di Savoia por Salvador (Bahia, 1924)" (PDF). Repositorio.ufba.br
19. 1 2  R. J. B. Bosworth. Mussolini's Italy: Life Under the Fascist Dictatorship, 1915 – 1945.   с. 48. Посетен на 6 април 2014.
20. ↑  Peter Bridges. Safirka: An American Envoy.   с. 71. Посетен на 6 април 2014.
21. ↑  Luciano Regolo, La regina incompresa, Simonelli editore, с. 123.
22. ↑  Regolo с. 283..
23. ↑  (англ.) L. Benadusi, The Enemy of the New Man: Homosexuality in Fascist Italy, University of Wisconsin Press, 2012, с. 228 – 229.
24. ↑  G. Leto, O.V.R.A., Fascismo e Antifascismo, Cappelli, Bologna, 1951.
25. ↑  Gaia Servadio, Luchino Visconti, Milano, 1980, с. 99.
26. ↑  “STELLASSA” DI SAVOIA - TRA I DOSSIER DI MUSSOLINI ANCHE UN FASCICOLO TOP SECRET SULLE FREGOLE GAIE DI UMBERTO DI SAVOIA CHE CORTEGGIAVA MEZZO ESERCITO ITALIANO - LA STAMPA FASCISTA AL TEMPO DI SALÒ LO RIBATTEZZÒ “STELLASSA” //   Посетен на 2023-8-9.
27. ↑  Enrico Montanari, La lotta di liberazione, cit. in Silvio Rossi, Il vizio segreto di Umberto di Savoia, „Extra“, I 1971 n. 4 (25 marzo), с. 1 – 4.
28. ↑  Regolo с. 266..
29. ↑  Oliva с. 140..
30. ↑  A. Petacco, Regina, Mondadori, 1997, с. 82.
31. ↑  Tompkins с. 352..
32. ↑  Luciano Garibaldi, La pista inglese. Chi uccise Mussolini e la Petacci? , Ares, 2002, с. 89 и сл.
33. ↑  L'Unità ammette l'esistenza dei dossier., Corriere della Sera
34. ↑  Tompkins с. 364 – 365..
35. ↑  U. Guspini, L'orecchio del regime, Mursia, Torino, 1973, с. 105.
36. ↑  Regolo с. 295..
37. ↑  Regolo с. 298..
38. ↑  A. Cambria, цит. съч., с. 57.
39. ↑  A. Cambria, цит. съч., с. 58.
40. ↑  Oliva с. 148..
41. ↑  Regolo с. 166..
42. ↑  Regolo с. 329..
43. ↑  Regolo с. 333..
44. ↑  Spinosa с. 339..
45. ↑  Oliva с. 145..
46. ↑  Oliva с. 146..
47. ↑  Oliva с. 147..
48. ↑  Regolo с. 337..
49. ↑  Regolo с. 343..
50. ↑  Regolo с. 342..
51. ↑  Bertoldi с. 47 – 48..
52. ↑  Виктор Емануил, Алберт, Карл Теодор, Хумберт, Бонифаций, Амадей, Дамян, Бернардин, Мария, Януарий.
53. ↑  Regolo с. 348..
54. ↑  Oliva с. 149..
55. ↑  Regolo с. 349..
56. ↑  Corriere della Sera, 5 giugno 1937.
57. ↑  „Edda Ciano e io non siamo mai andate molto d'accordo. Lei voleva primeggiare. Ma era una donna molto intelligente e sapeva molte cose“, Maria José di Savoia in Regolo с. 369..
58. ↑  Regolo с. 350..
59. ↑  Bertoldi с. 88..
60. ↑  Regolo с. 351..
61. ↑  Regolo с. 354..
62. ↑  Pro, Fo, 800/937, намерен в Donatella Bolech Cecchi от Факултета по политология на Павийския университет, публикувано в сп. „Политико“ през 1986 и в V. Vailati, La storia nascosta, с. 8 – 10.
63. ↑  Regolo с. 359 – 360..
64. ↑  Bertoldi с. 86 – 87..
65. ↑  Regolo с. 369..
66. ↑  Daily Mirror, 13 май 1939.
67. ↑  Regolo с. 370..
68. ↑  Documents on British Foreign Policy 1919 – 1939, terza serie, volume VII, Londra, 1954, с. 258 in Regolo с. 361..
69. ↑  G. Ciano, цит. съч., с. 333.
70. ↑  Regolo с. 372..
71. ↑  Regolo с. 374..
72. ↑  G. Ciano, цит. съч., с. 398.
73. ↑  Regolo с. 376..
74. ↑  G. Ciano, op. cit., с. 406.
75. ↑  Spinosa с. 353..
76. ↑  Regolo с. 377..
77. ↑  G. Ciano, цит. съч., с. 411.
78. ↑  Мария Жозе в Regolo с. 378..
79. ↑  Cavicchioli, Umberto giudica suo padre, La Domenica del Corriere, aprile-agosto 1965.
80. ↑  Regolo с. 384..
81. 1 2  Silvio Bertoldi. L'ultimo re l'ultima regina. Milano, Rizzoli, 1992
82. ↑  G. Ciano, in Regolo с. 387..
83. ↑  Caviglia с. 336..
84. ↑  G. Ciano, in Regolo p. 387..
85. ↑  G. Ciano, in Regolo с. 394..
86. ↑  Caviglia с. 362..
87. ↑  G. Ciano, in Regolo с. 395..
88. ↑  Caviglia с. 354..
89. ↑  Regolo с. 399..
90. ↑  Regolo с. 401..
91. ↑  Oliva с. 154..
92. ↑  Caviglia с. 387..
93. ↑  Regolo с. 406..
94. ↑  Regolo с. 408..
95. ↑  Mack Smith с. 385..
96. ↑  Settimana Incom illustrata, 1958, in Regolo с. 413..
97. ↑  Oliva с. 156..
98. ↑  Renato Barneschi, Frau von Weber, с. 134-135.
99. ↑  Eugene Dollman, Roma nazista, Longanesi, 1951.
100. ↑  Regolo с. 422..
101. ↑  Regolo с. 423..
102. ↑  Regolo с. 427..
103. ↑  Regolo с. 428..
104. ↑  Artieri 1977-1978 том 2, с. 841-842..
105. ↑  Arrigo Petacco, La seconda guerra mondiale, Armando Curcio Editore, Roma, 1979, vol. 4, с. 1172.
106. ↑  Regolo с. 430..
107. ↑  Regolo с. 431..
108. ↑  Regolo, с. 428
109. ↑  Arrigo Petacco, La seconda guerra mondiale, Armando Curcio Editore, Roma, 1979, т. 4, с. 1172.
110. ↑  Mack Smith с. 411..
111. ↑  Oliva с. 175..
112. ↑  Paolo Puntoni, Parla Vittorio Emanuele III, с. 201.
113. ↑  Regolo с. 432..
114. 1 2  Oliva с. 176..
115. ↑  Luigi Cafieri, Da Crecchio a San Samuele in otto tappe, Laterza, с. 26.
116. ↑  Regolo с. 432..
117. ↑  Speroni, с. 295
118. ↑  Regolo с. 433..
119. ↑  Съюзниците се ангажират със Савоя да осигурят провеждането на консултациите по предвидения начин. Вж.  на Aldo Giovanni Ricci.
120. ↑  Sergio Boschiero, E Togliatti scippò l'amnistia al Re.
121. ↑  Artieri 1983 с. 541..
122. ↑  Актът на абдикацията на Виторио Емануеле III е възпроизведен на уебсайта на .
123. ↑  Репродукцията на доклада, напечатана на квадратна хартия, е показана на уебсайта.
124. ↑  Gabriella Fanello Marcucci, Il primo governo De Gasperi (dicembre 1945-giugno 1946): sei mesi decisivi per la democrazia in Italia, Rubbettino Editore, Soveria Mannelli, 2004, с. 117-118.
125. ↑  Mola с. 106..
126. ↑  Mola с. 108..
127. ↑  архивно копие //    Архивиран от оригинала на 2008-06-05. Посетен на 2023-08-09.
128. ↑  Mola с. 110..
129. ↑  Malnati ..
130. 1 2  .
131. ↑  Giorgio Bocca, Storia della Repubblica italiana. Rizzoli, 1981.
132. ↑  Lami p. 293..
133. ↑  Cecchetti с. 141..
134. ↑  Cecchetti с. 149..
135. ↑  Nobiltà, anno XXV, marzo-aprile 2018, Milano, n. 134, с. 171
136. ↑  Cecchetti с. 141..
137. ↑  Lami ..
138. ↑  Vittorio Emanuele di Savoia, Alessandro Feroldi, Lampi di vita. Rizzoli, 2002, с. 97, 187.
139. 1 2  .
140. ↑  Aldo A. Mola, I sigilli del re, in «Storia in rete», luglio/agosto 2006, 1-9.
141. ↑  Giovanni Dall'Orto in Aldrich, Robert; Wotherspoon, Garry Who's Who in Contemporary Gay and Lesbian History: From World War II to the Present Day, Routledge, London 2001, с. 452
142. ↑  King Umberto wearing Bulgarian, Yugoslavian and British Orders (JPG) //  S-media-cache-ak0.pinimg.com.   Посетен на 13 декември 2017.
143. ↑  Grande Real Villa Italia //   Посетен на 2023-8-10.
144. ↑  La villa di re Umberto è un hotel //   Посетен на 2023-8-10.
145. ↑  E Alemanno intitola lo slargo a re Umberto II //   Посетен на 2023-8-10.

|  | Тази страница частично или изцяло представлява превод на страницата Umberto II di Savoia в Уикипедия на италиански. Оригиналният текст, както и този превод, са защитени от Лиценза „Криейтив Комънс – Признание – Споделяне на споделеното“, а за съдържание, създадено преди юни 2009 година – от Лиценза за свободна документация на ГНУ. Прегледайте историята на редакциите на оригиналната страница, както и на преводната страница, за да видите списъка на съавторите. ВАЖНО: Този шаблон се отнася единствено до авторските права върху съдържанието на статията. Добавянето му не отменя изискването да се посочват конкретни източници на твърденията, които да бъдат благонадеждни. |